# Kanadai dollár
A kanadai dollár Kanada hivatalos pénzneme. Észak-amerikai brit gyarmati érmék formájában 1858 óta van forgalomban, bár ezeken már szerepel a „CANADA” felirat, a mai értelemben vett kanadai dollárról csak Kanada Domínium 1867-es megalakulása óta beszélhetünk, mely 1870 és 1935 között bocsátott ki papírpénzeket, pontosabban államjegyeket.
Ma az érméket a Royal Canadian Mint (franciául: Monnaie royale canadienne), a Királyi Kanadai Pénzverde, a bankjegyeket pedig a Bank of Canada bocsátja ki.
2005-ben az IBNS szerint a 2004-ben kibocsátott 20 dolláros bankjegy lett az év bankjegye.
2013. július 1-én a Bank of Canada addigi kormányzóját, Mark Carney-t nevezte ki II. Erzsébet a brit kormány javaslatára a Bank of England kormányzójává. A királynő Nagy-Britannia és Kanada közös uralkodója, így Mark Carney kanadaiként is Őfelsége alattvalójának számít, ezért volt lehetséges a kinevezése az Angol Bank élére.

## Érmék
Kanadai érmékről csak 1870 óta beszélhetünk, bár az egyes brit fennhatóság alatt álló tartományok már 1858 óta bocsátottak ki cent érméket Viktória királynő portréjával. 1870 óta máig tartó jellegzetessége a kanadai érméknek, hogy előoldalukon mindig és minden címleten, a forgalmi, az emlékkiadások és a befektetőérmék esetében is az éppen aktuális brit uralkodót ábrázolják. A királyi érmekép 1937 előtt különbözött a brittől, majd 1937 és 1990 között teljesen megegyezett azzal. II. Erzsébet regnálása alatt 1953-tól először a Mary Gillick által tervezettet, 1965-től pedig az Arnold Machin-félét használták. 1990-től egyedi, "nemzeti" királynőportré került a kanadai érmékre, előbb a magyar emigráns Pédery-Hunt Dóra, majd 2003-tól Susanna Blunt alkotása. 2023. május 6-án Kanada miniszterelnöke bejelentette, hogy az új uralkodó, III. Károly király portréja kerül valamennyi kanadai érme előoldalára.

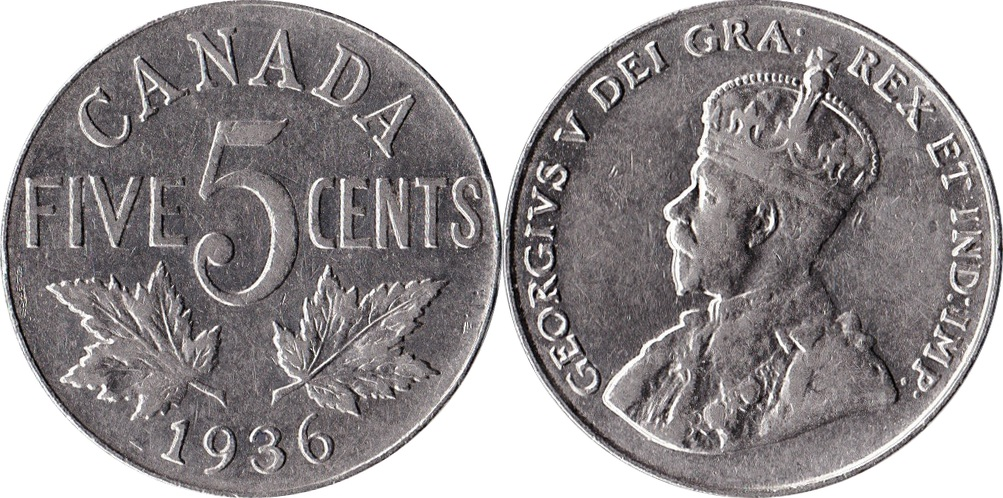
Kanadai 5 centes érme 1936-ból V. György király képmásával.
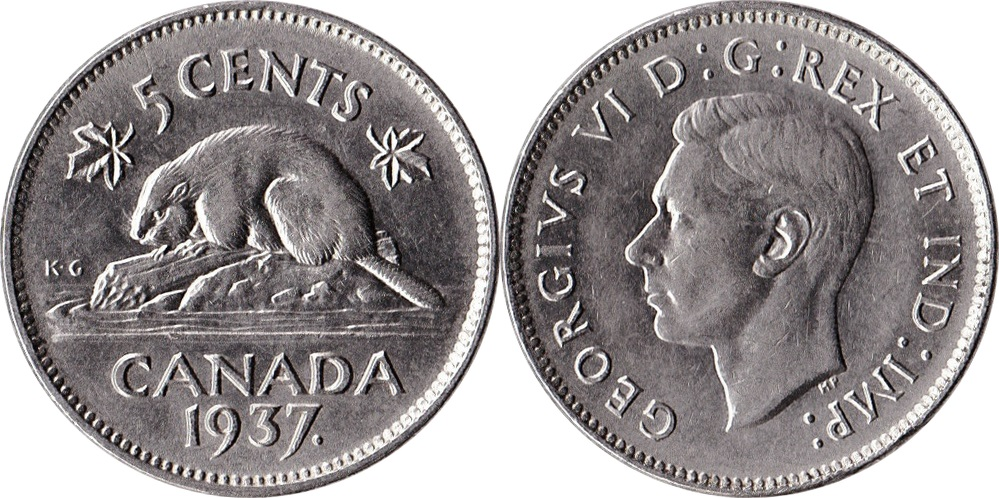
Kanadai 5 centes érme 1937-ből VI. György király képmásával. Az 5 centes máig használt, hódot ábrázoló hátoldalát a legendás brit érmeművész, George Kruger Gray (1880-1943) tervezte.
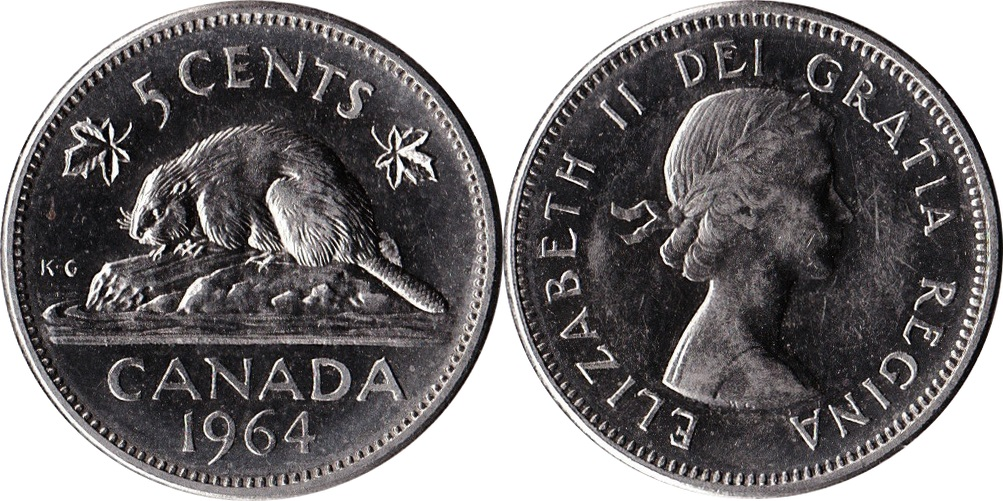
Kanadai 5 centes érme II. Erzsébet királynő 1953-1964 között használt, Mary Gillick tervezte ifjú portréjával.
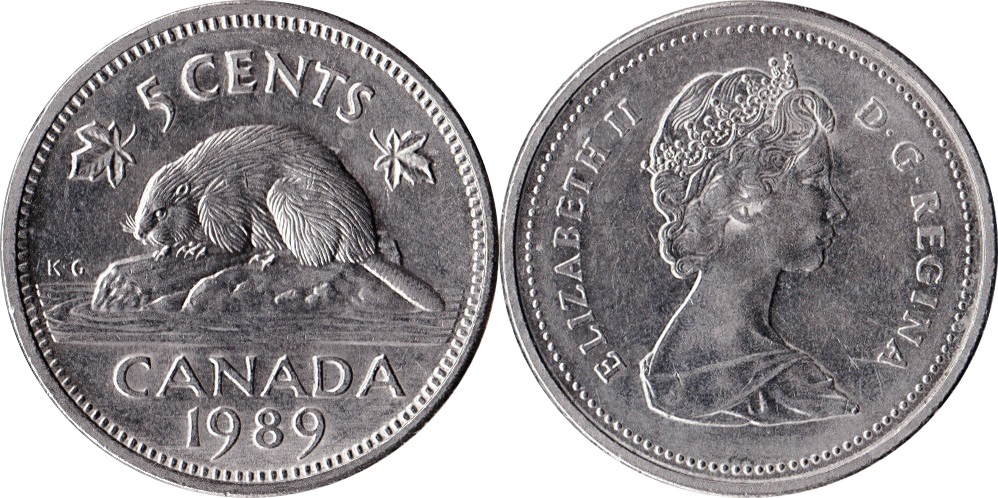
Kanadai 5 centes érme II. Erzsébet királynő 1965-1989 között használt, Arnold Machin tervezte portréjával.
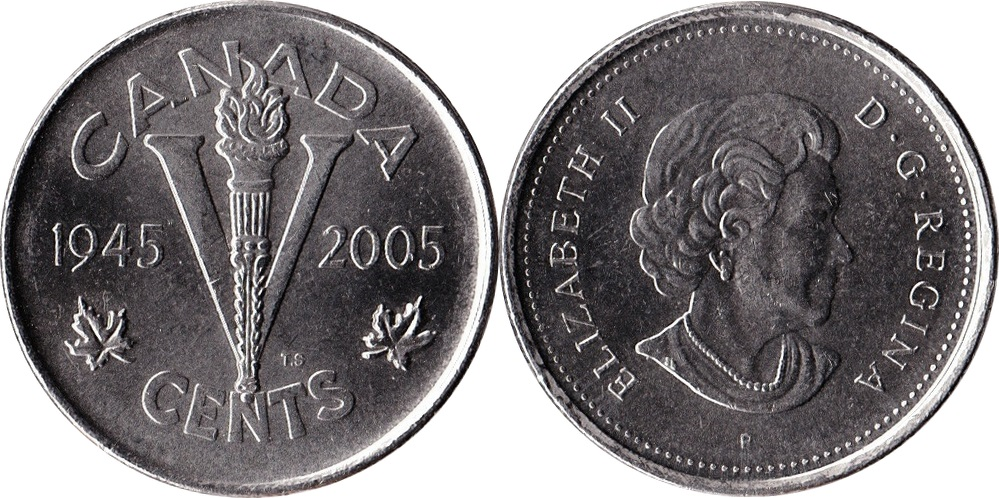
Kanadai emlék 5 centes érme, a II. világháborús győzelem 60. évfordulójára, II. Erzsébet királynő 2003 óta használt, Susanna Blunt tervezte portréjával.

A Királyi Kanadai Pénzverde (Royal Canadian Mint) óriási mennyiségben bocsát ki arany és ezüst befektetőérméket és emlékpénzeket. 2012 áprilisában bejelentette a kormány, hogy kivonják az 1 centes érmét.
| Névérték | Helyi név             | Műszaki paraméterek | Műszaki paraméterek | Műszaki paraméterek | Leírás                                            | Leírás                     | Leírás                           |
| Névérték | Helyi név             | Átmérő              | Vastagság           | Tömeg               | Összetétel                                        | Előlap                     | Hátlap                           |
| -------- | --------------------- | ------------------- | ------------------- | ------------------- | ------------------------------------------------- | -------------------------- | -------------------------------- |
| 1¢       | eng. Penny fr. Cent   | 19,05 mm            | 1,45 mm             | 2,35 g              | 94% acél, 1,5% Ni, 4,5% Cu Felszíne: Cu           | II. Erzsébet brit királynő | Juharlevél                       |
| 5¢       | eng. Nickel           | 21,2 mm             | 1,76 mm             | 3,95 g              | 94,5% acél, 3,5% Cu, 2% Ni Felszíne:Ni            | II. Erzsébet brit királynő | Kanadai hód                      |
| 10¢      | eng. Dime             | 18,03 mm            | 1,22 mm             | 1,75 g              | 92% acél, 5,5% Cu, 2,5% Ni Felszíne: Ni           | II. Erzsébet brit királynő | Bluenose (híres kanadai szkúner) |
| 25¢      | eng. Quarter          | 23,88 mm            | 1,58 mm             | 4,4 g               | 94% acél, 3,8% Cu, 2,2% Ni Felszíne: Ni           | II. Erzsébet brit királynő | Rénszarvas                       |
| 50¢      | eng. Half Dollar      | 27,13 mm            | 1,95 mm             | 6,9 g               | 93,15% acél, 4,75% Cu, 2,1% Ni Felszíne: Ni       | II. Erzsébet brit királynő | Kanada címere                    |
| 1 $      | eng. Loonie fr. Huard | 26,5 mm             | 1,75 mm             | 6,27 g              | Acél, sárgaréz bevonat Felszíne: sárgaréz         | II. Erzsébet brit királynő | Jeges búvár                      |
| 2 $      | eng. Toonie           | 28 mm               | 1,8 mm              | 6,92 g              | Gyűrű: Ni bevonatú acél mag: 92% Cu, 6% Al, 2% Ni | II. Erzsébet brit királynő | Jegesmedve                       |

## Bankjegyek

### Kanadai papírpénzek a kezdetektől 1935-ig
Kanadai papírpénzekről csak Kanada 1867-es megalakulása után beszélhetünk. Ezt megelőzően a brit hadsereg 1813-ban bocsátott ki először papírpénzt Brit-Észak-Amerikában, a tartományok és a kereskedelmi bankok rövidesen követték e példát. 1870-től 1935-ig kerültek forgalomba az állam, a Dominion of Canada által kibocsátott közforgalmi papírpénzek 25 cent, 1, 2, 4, 5, 50, 100, 500 és 1000 dollár névértékben, e mellett speciális, szigorúan csak a kereskedelmi bankok és vagy a kincstár közötti készpénzforgalomban használható 500, 1000, 5000 és 50 000 dolláros címletek is készültek. A szintén brit birtok Új-Fundland ugyan csak 1949-től lett Kanada része, de érméi és bankjegyei paritásban álltak a kanadai dollárral, és Kanadában is elfogadták őket.

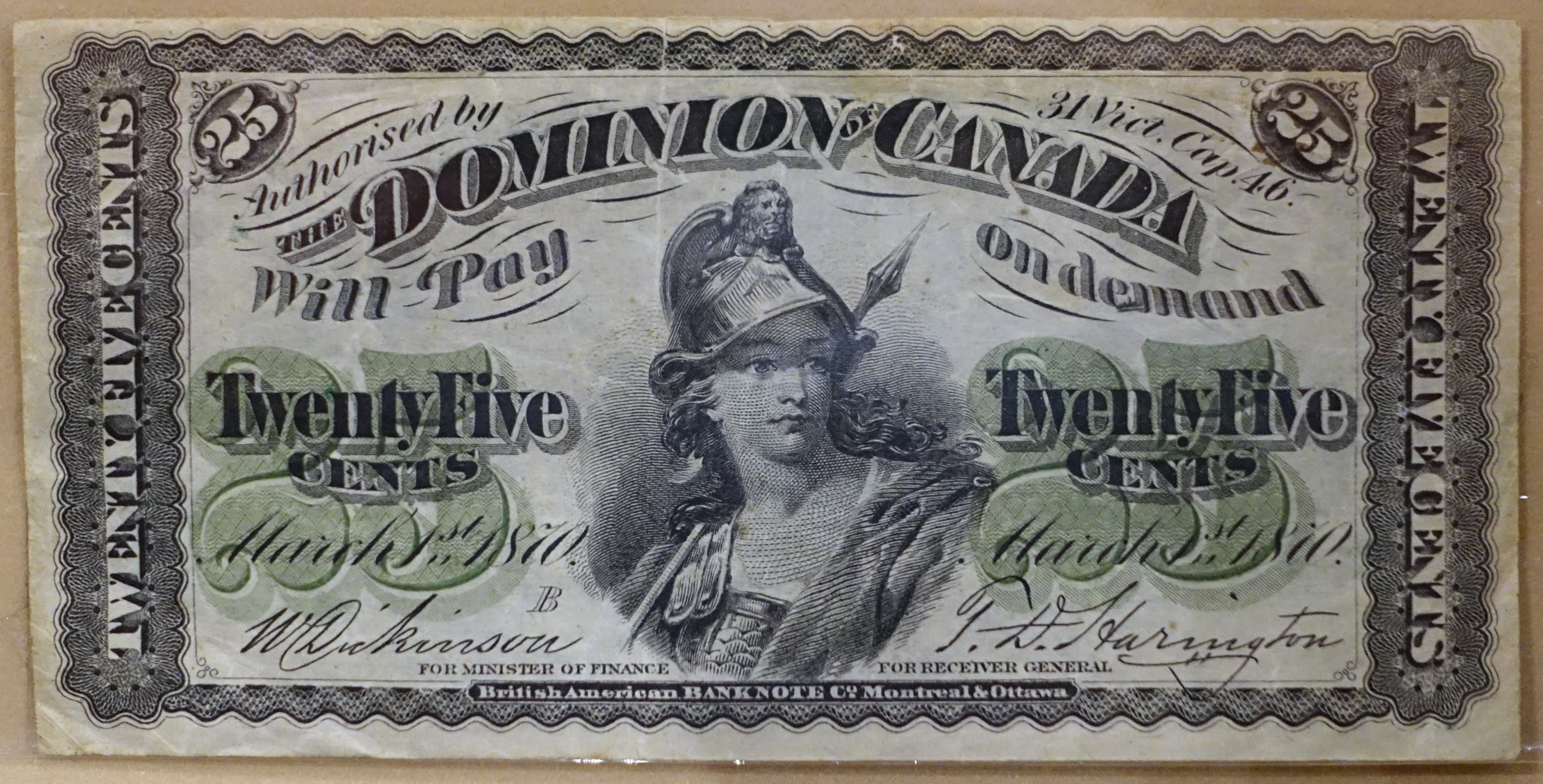
Dominion of Canada (Kanada Domínium) 1870-es szériájú, 25 centes államjegy.
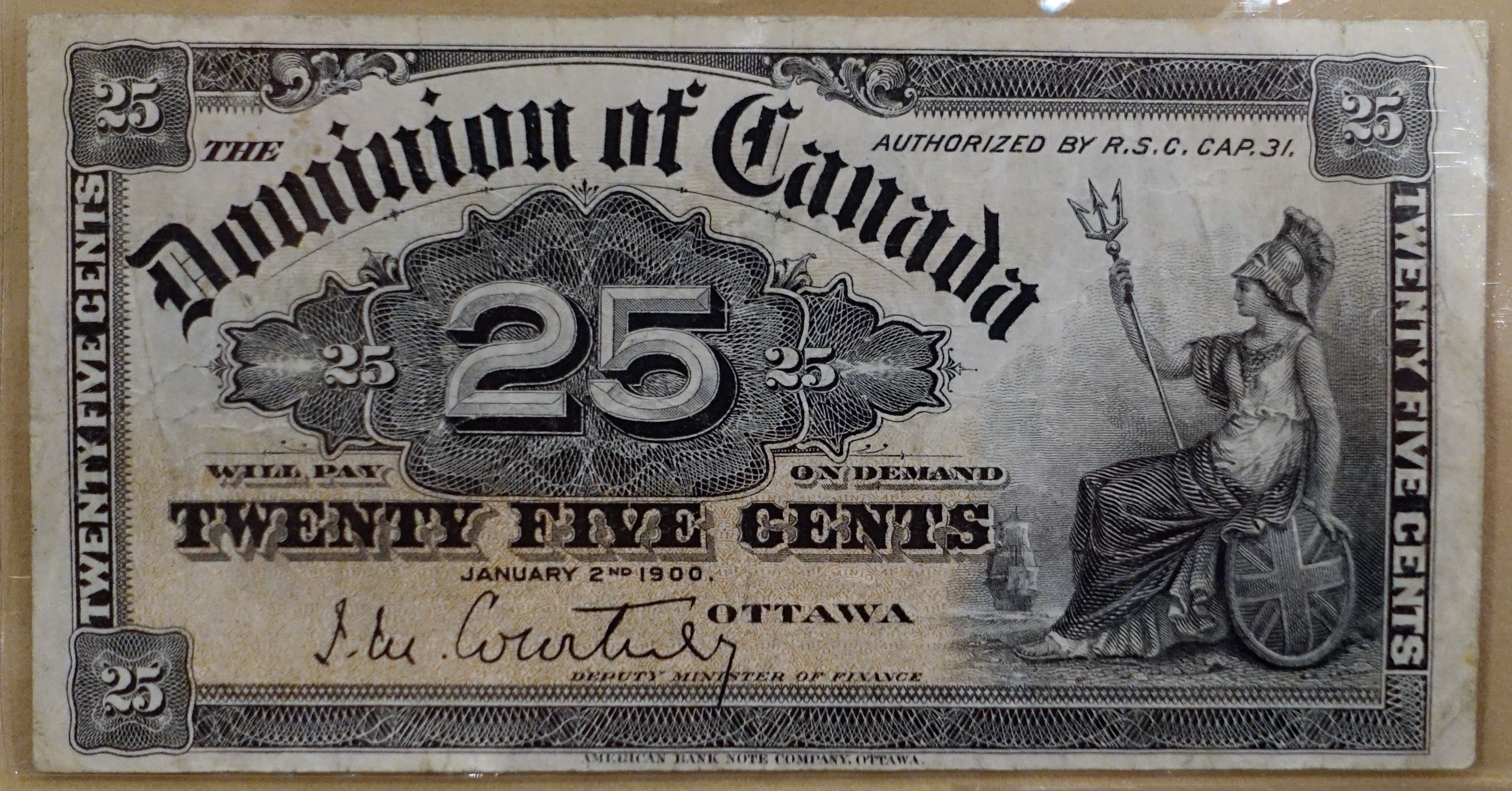
Dominion of Canada 1900-as szériájú, 25 centes államjegy.
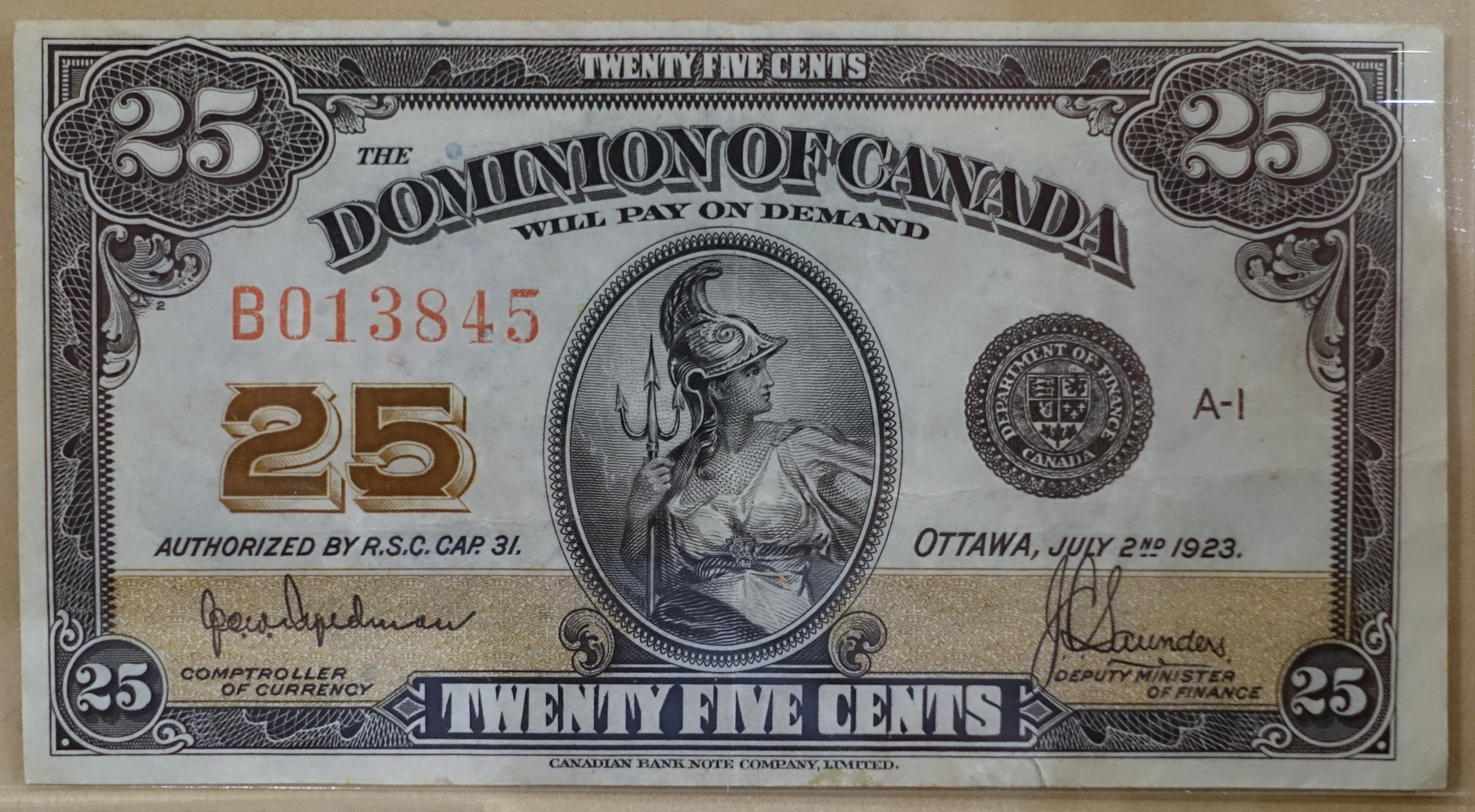
Dominion of Canada 1923-as szériájú, 25 centes államjegy.
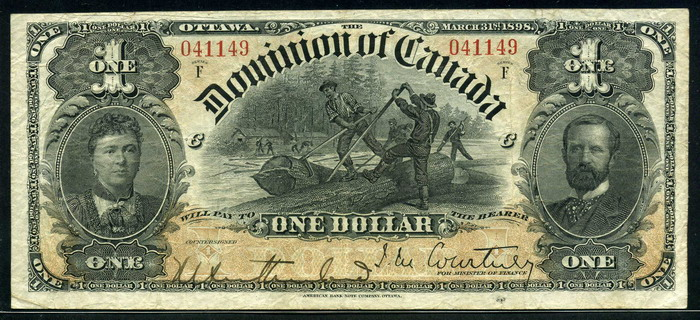
Dominion of Canada 1898-as szériájú 1 dolláros államjegy, John Hamilton-Gordon, Aberdeen earlje, brit főkormányzó és felesége portréjával.
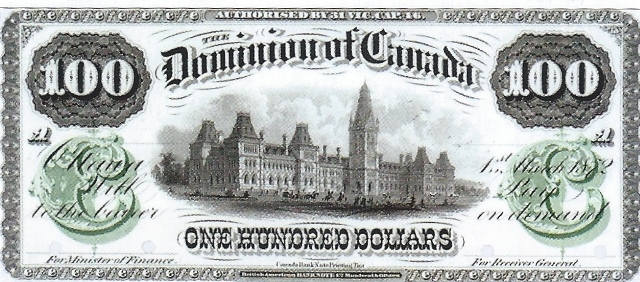
Dominion of Canada 1872-es szériájú 100 dolláros államjegy.
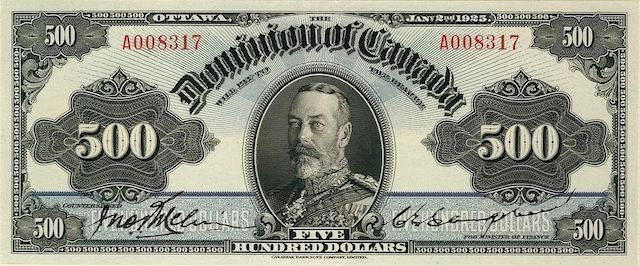
Dominion of Canada 500 dolláros államjegy V. György király portréjával.
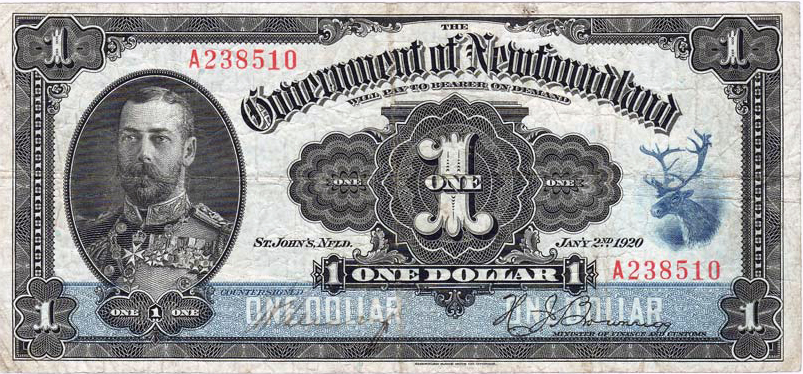
Új-Fundland kormányzósága (Government of Newfoundland) által kibocsátott 1 dolláros államjegy V. György király portréjával.

### A privilegizált kereskedelmi bankok kibocsátásai
Kanadában egyes privilegizált kereskedelmi bankok (Chartered Banks) is rendelkeztek bankjegy kibocsátási joggal. Ez privilégium végül csak 1944-ben szűnt meg. Egyes kanadai chartered bank notes címleteket a gyűjtők a világ legszebb papírpénzei közé sorolnak. 1870 után közel 120 kereskedelmi bank bocsátott ki papírpénzt Kanadában. Feltűntek rajtuk az illető bankok elnökeinek, vezető tisztviselőinek, valamint a brit uralkodóház tagjainak portréi is.

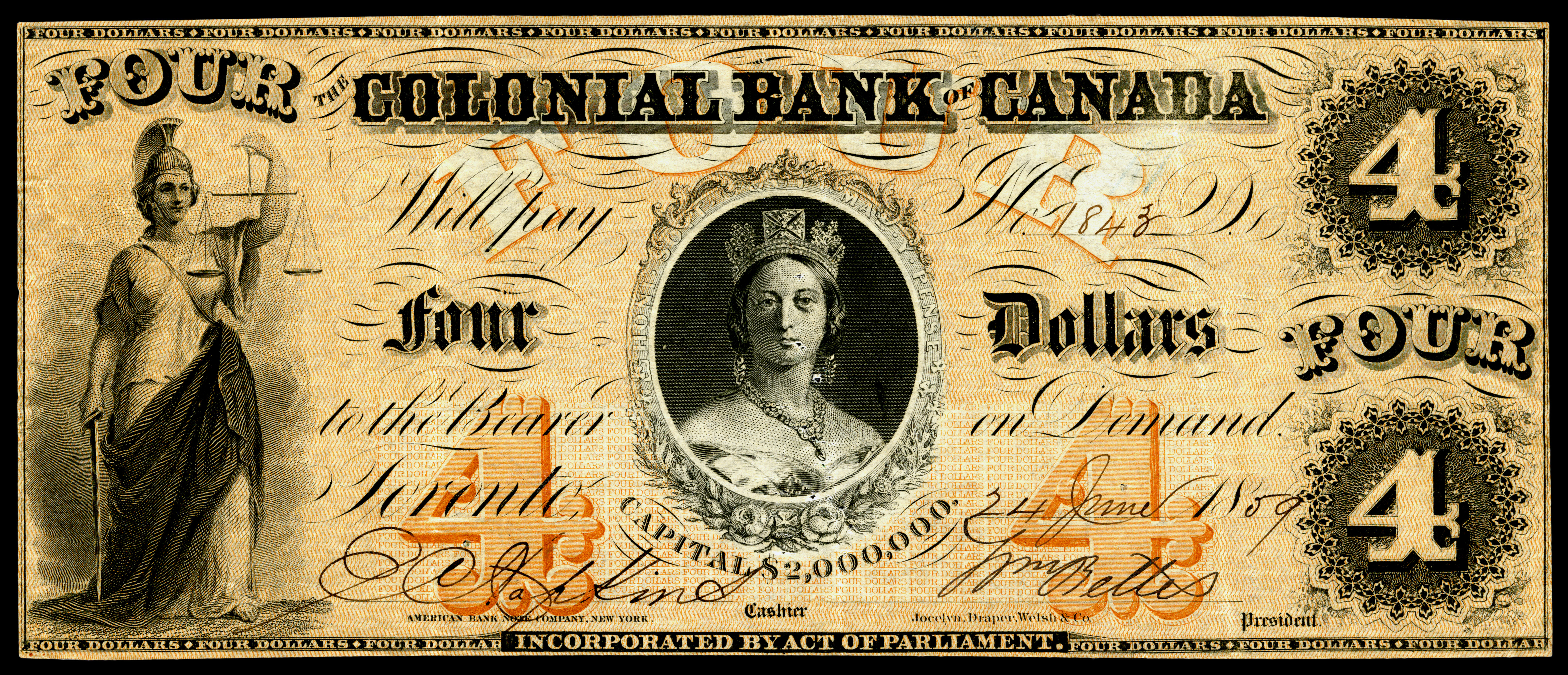
A Colonial Bank of Canada kereskedelmi bank 1859-es szériájú 4 dolláros címlete, Viktória királynő portréjával.
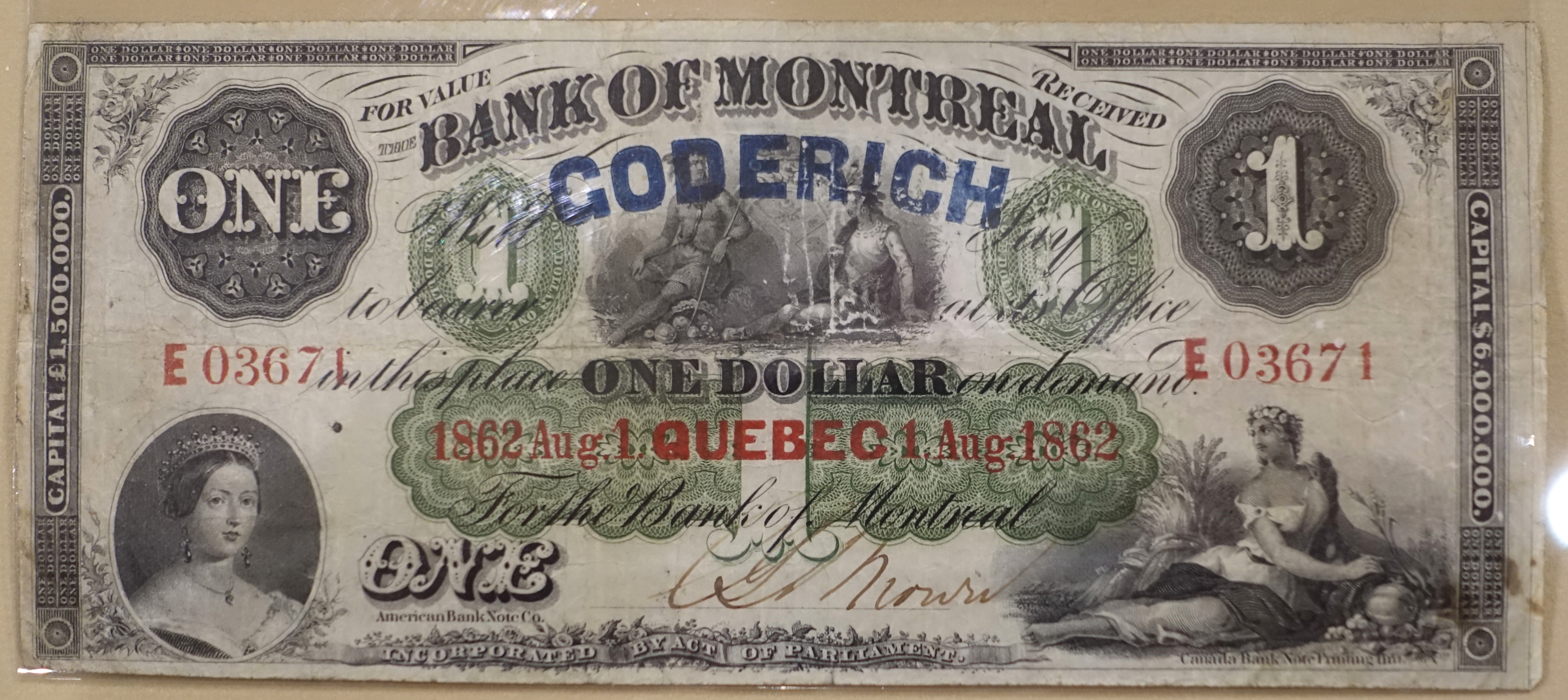
A Bank of Montreal kereskedelmi bank 1862-es szériájú 1 dolláros címlete, Viktória királynő portréjával.
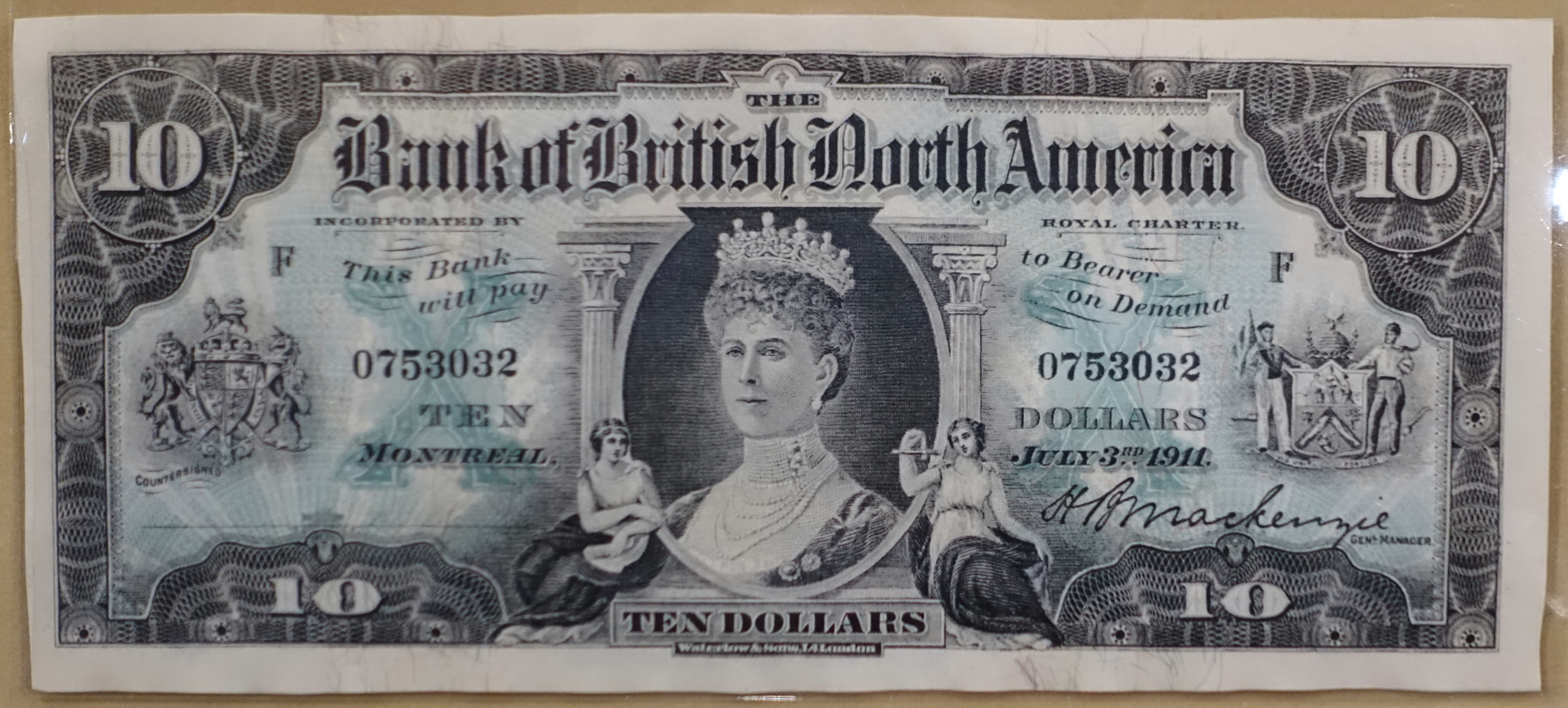
A Bank of British North America kereskedelmi bank 1911-es 10 dollárosa Mária brit királyné, V. György felesége portréjával.
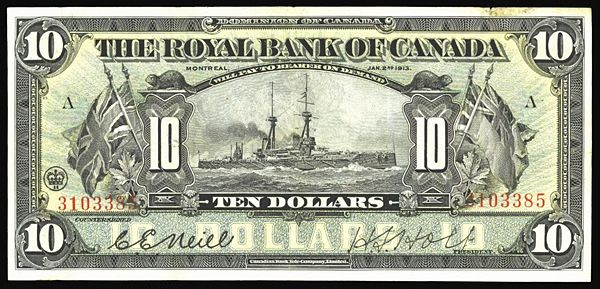
A Royal Bank of Canada kereskedelmi bank 1913-as 10 dollárosa Bellerophon osztályú brit dreadnought csatahajó ábrázolásával.
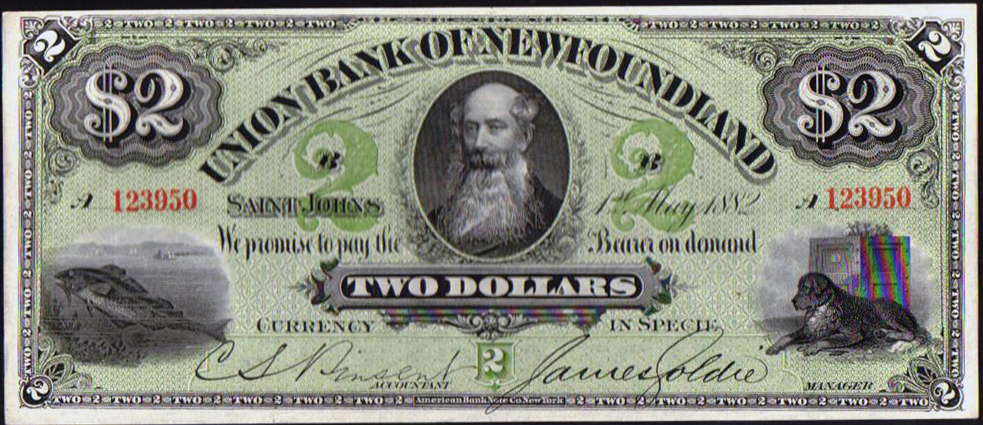
Az Union Bank of Newfoundland 1882-es szériájú 2 dolláros bankjegye.
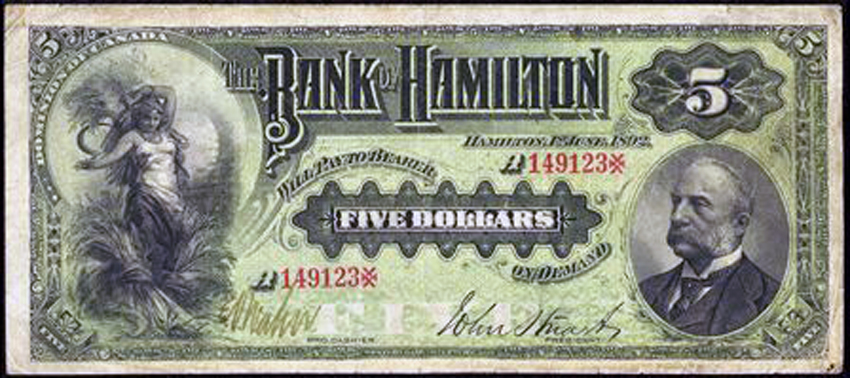
A Bank of Hamilton kereskedelmi bank 1892-es 5 dolláros bankjegye.
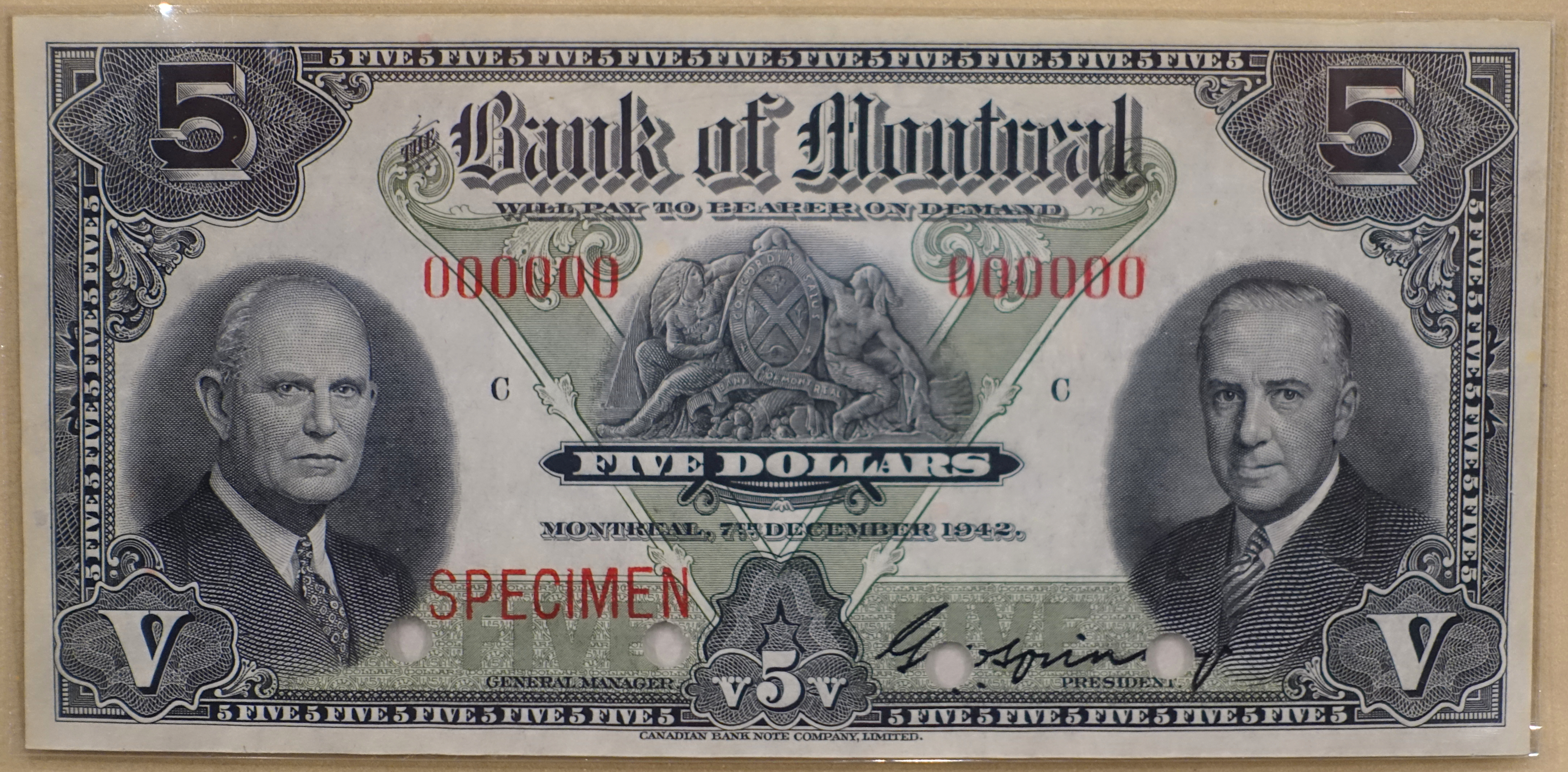
A Bank of Montreal kereskedelmi bank 1942-es szériájú 5 dolláros bankjegyének mintapéldánya.
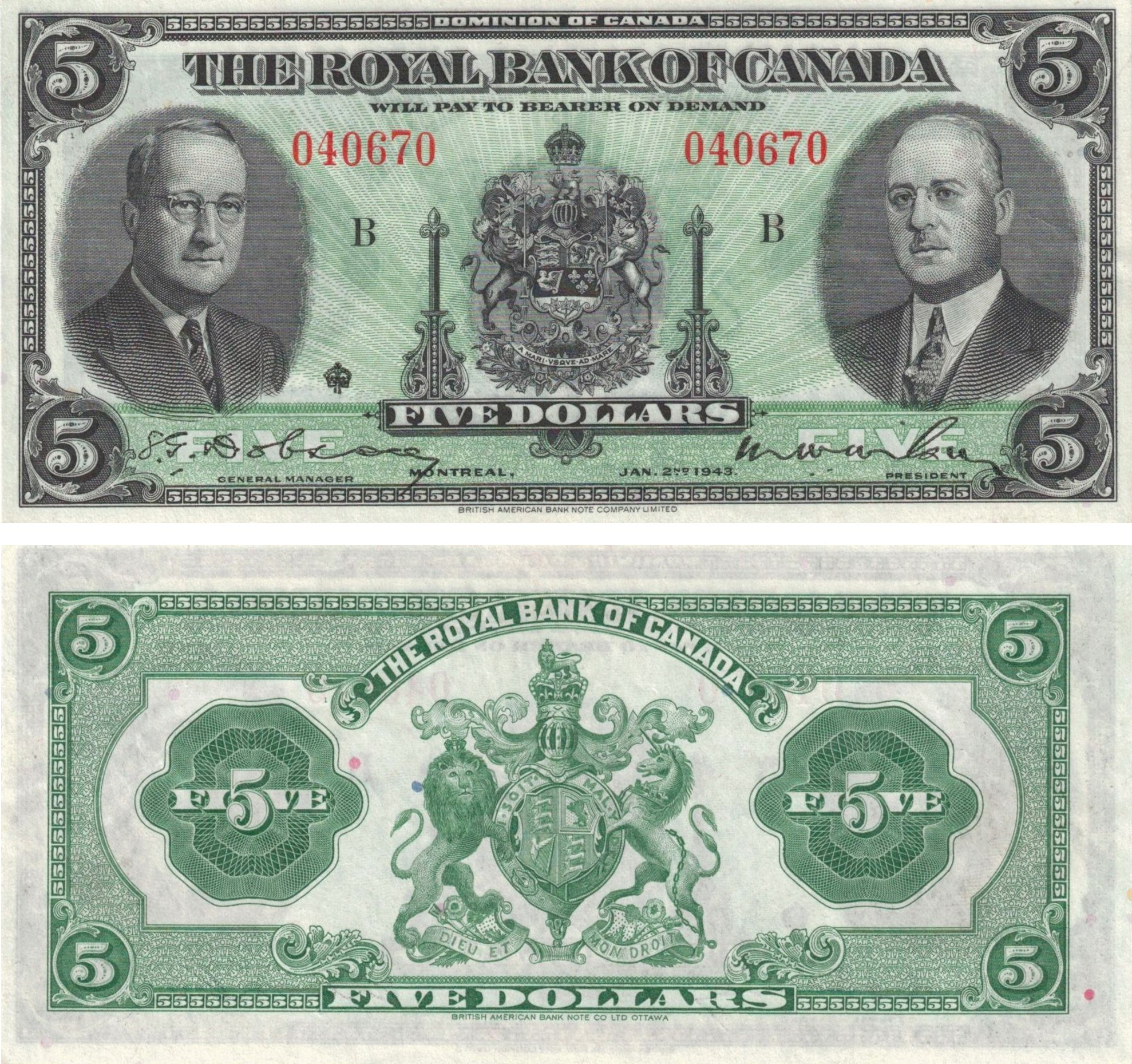
A Royal Bank of Canada kereskedelmi bank 1943-as szériájú 5 dolláros bankjegye.
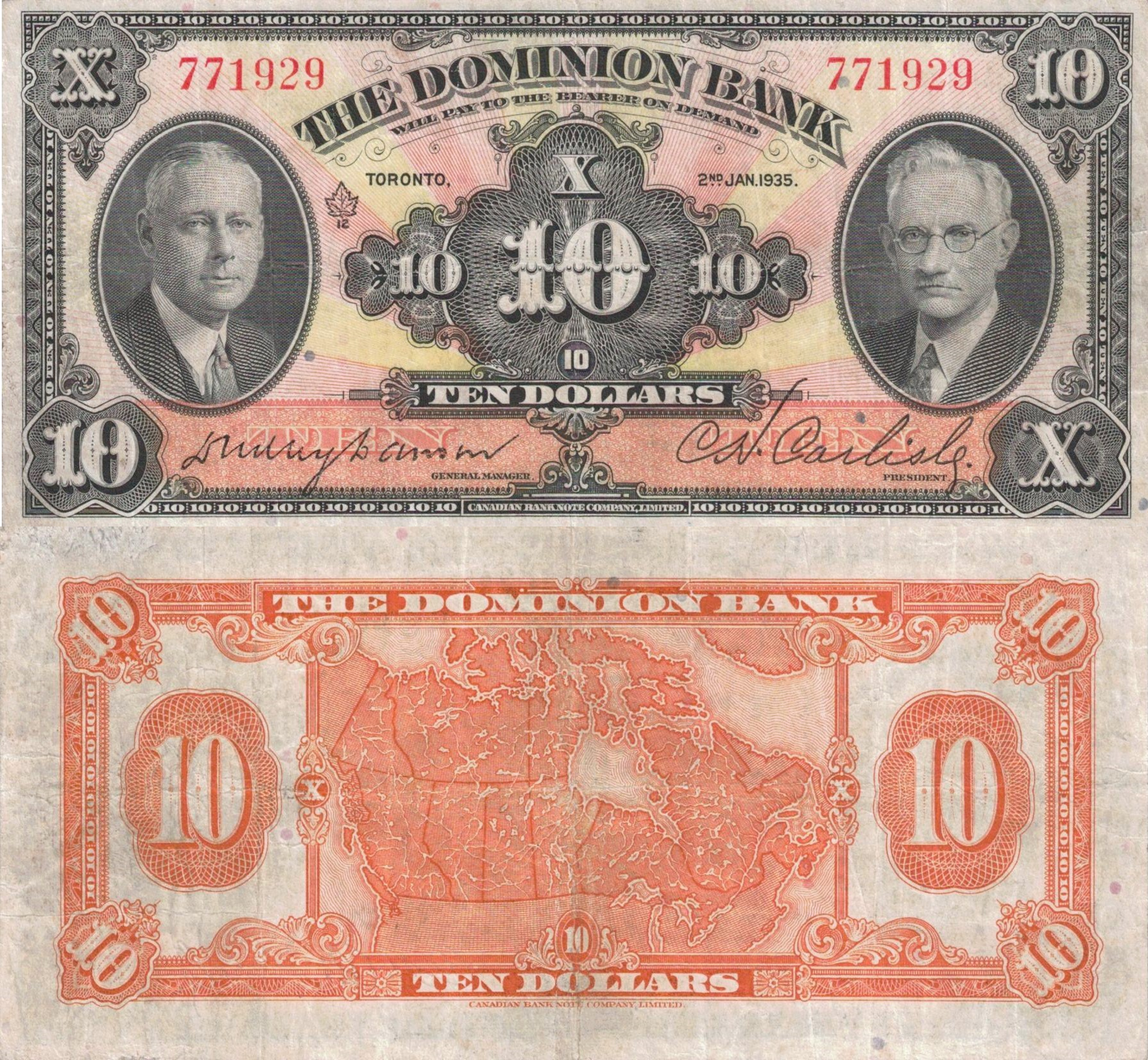
A Dominion Bank kereskedelmi bank 1935-ös szériájú 10 dolláros bankjegye.
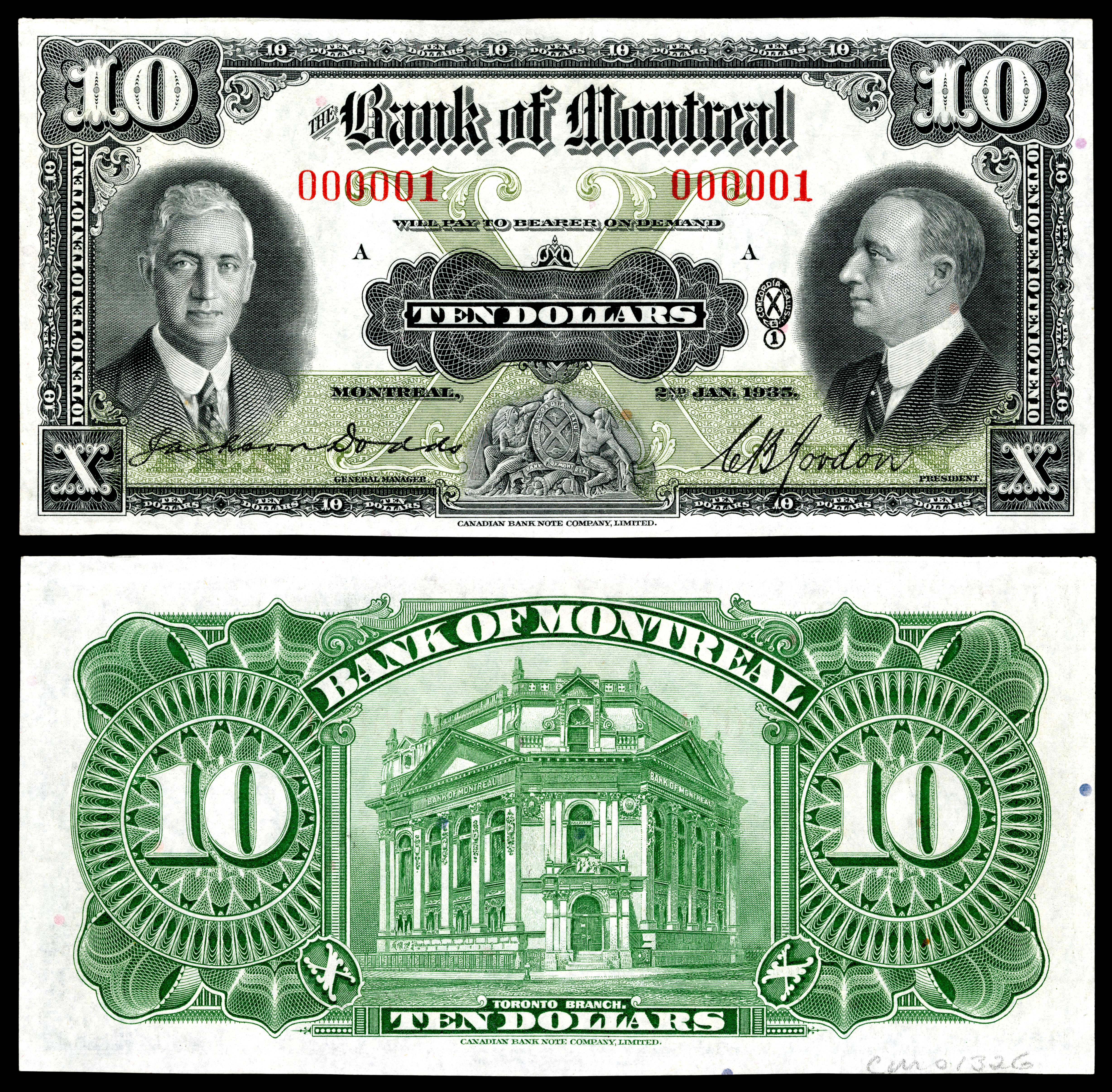
A Bank of Montreal kereskedelmi bank 1935-ös szériájú 10 dolláros bankjegye.

### A Bank of Canada első, 1935-ös bankjegyszériája és az emlék 25 dolláros
A Bank of Canada, a kanadai jegybank 1935-től kezdte el papírpénzeinek kibocsátását. Az 1935-ös széria érdekessége, hogy párhuzamosan léteztek angol és francia feliratú bankjegyek. 1935-ben 1, 2, 5, 10, 20, 25, 50, 100, 500 és 1000 dolláros címletek kerültek forgalomba. A két legnagyobb névérték kivételével, melyen Kanada néhai miniszterelnökeit ábrázolták, valamennyin a brit királyi család tagjainak portréi szerepeltek. Az 1935-ös 20 dolláros volt az első papírpénz a világon, amely a későbbi II. Erzsébet királynőt ábrázolta, igaz még yorki hercegnőként. A 25 dollárost V. György király (1910-1936) uralkodói ezüstjubileumának tiszteletére bocsátották ki. Az 500 dollárost rövidesen bevonták a forgalomból. Valamennyi címlet 1935-ös rögzített kibocsátási évszámmal került forgalomba, még a 25 dolláros emlékbankjegyen az 1935. május 6-i dátum szerepelt, mindössze egyetlen aláírás változatuk létezik.

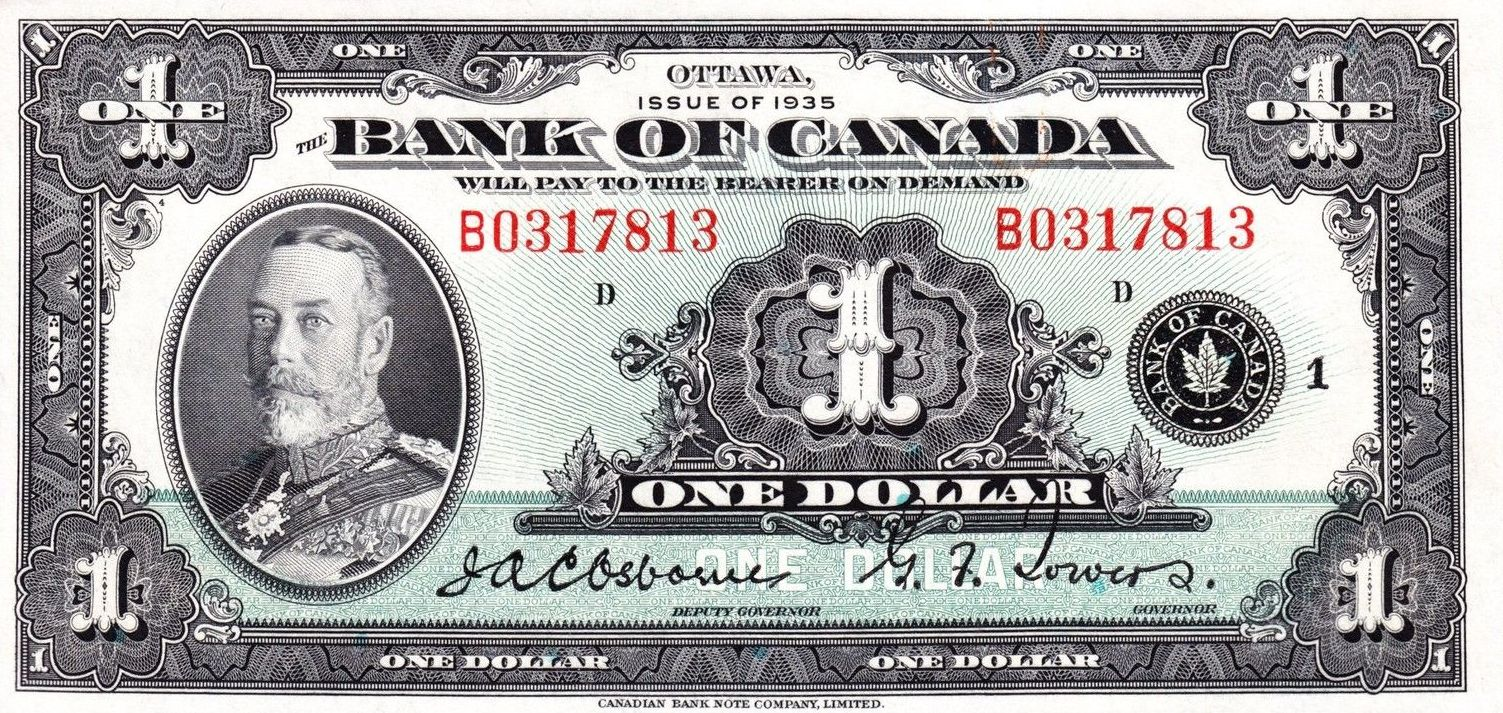
A Bank of Canada 1935-ös szériájú, angol nyelvű 1 dolláros bankjegyének előoldala V. György király portréjával.
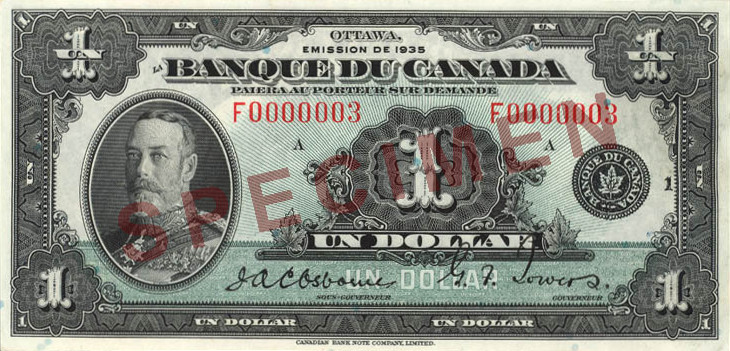
A Bank of Canada 1935-ös szériájú, francia nyelvű 1 dolláros bankjegyének előoldala.
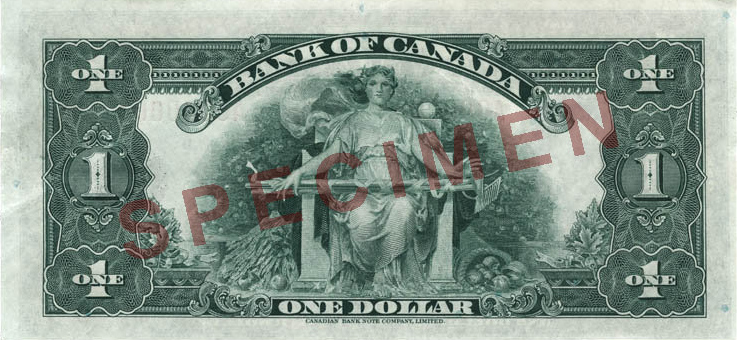
Az 1935-ös szériájú, angol nyelvű 1 dollárosának hátoldala.
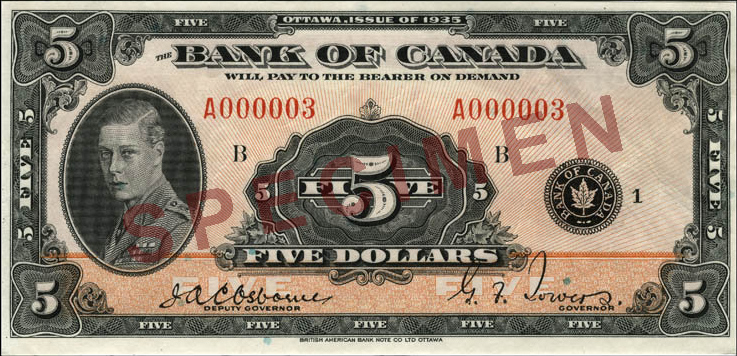
A Bank of Canada 1935-ös szériájú, angol nyelvű 5 dolláros bankjegyének előoldala VIII. Eduárd király portréjával.
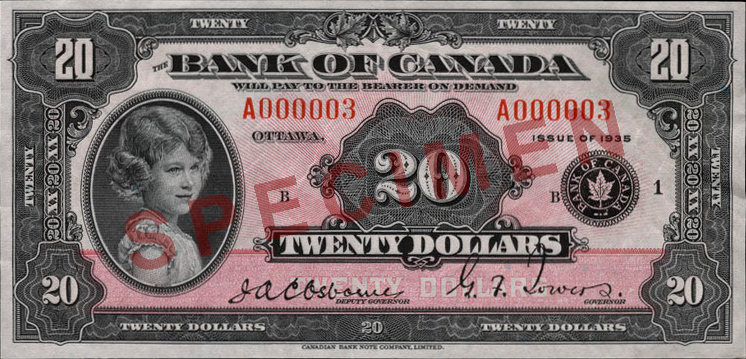
A Bank of Canada 1935-ös szériájú, angol nyelvű 20 dolláros bankjegyének előoldala Erzsébet hercegnő, a későbbi II. Erzsébet portréjával.
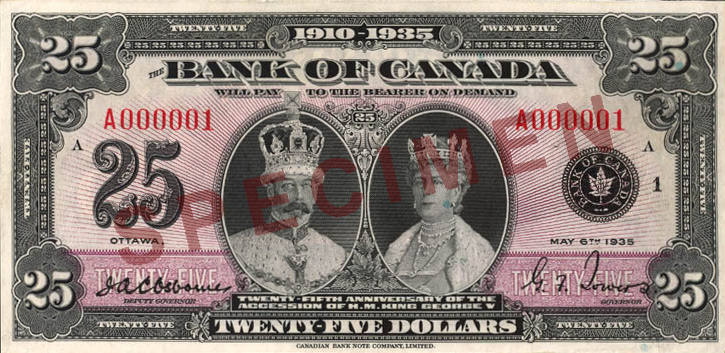
A Bank of Canada 1935-ös szériájú, angol nyelvű 25 dolláros emlékbankjegyének előoldala V. György király és Mária királyné portréjával.
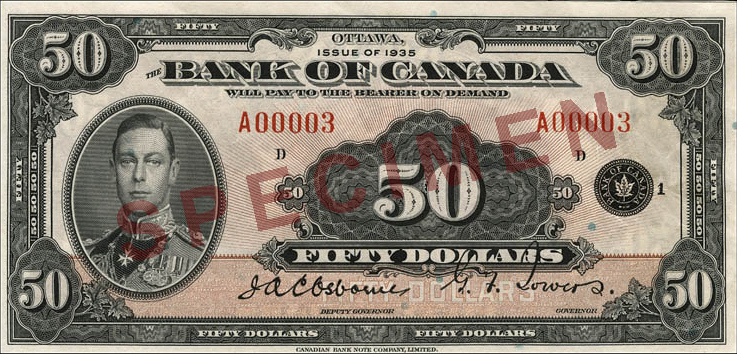
A Bank of Canada 1935-ös szériájú, angol nyelvű 50 dolláros bankjegyének előoldala VI. György király portréjával.
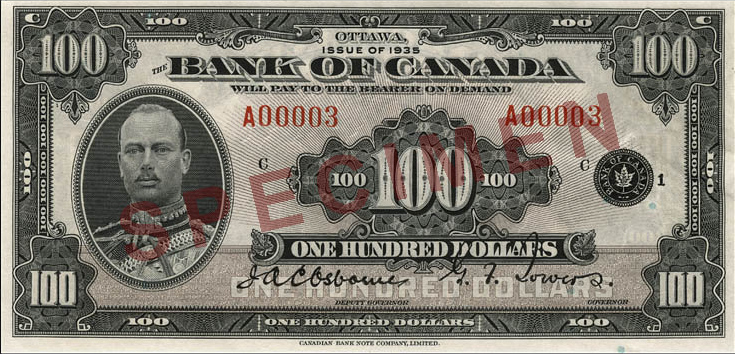
A Bank of Canada 1935-ös szériájú, angol nyelvű 100 dolláros bankjegyének előoldala Henrik brit királyi herceg portréjával.

### Az 1937-es kétnyelvű, VI. György király széria
1937. január 2-től új, immár kétnyelvű szériát hoztak forgalomba. Egytől az ötvendolláros címletig az éppen trónra lépett király, VI. György (1936-1952) került a bankjegyekre, a 100 és az 1000 dollároson pedig Sir John A. MacDonald és Sir Wilfrid Laurier néhai kanadai miniszterelnökök szerepeltek. A sorozat valamennyi bankjegyét 1937. január 2-i rögzített évszámmal nyomták. Még a kisebb címletek három, addig az 1000 dolláros csak egyetlen aláírás változatban készült.
| Előoldal: | Hátoldal: |
| --------- | --------- |
|           |           |
|           |           |
|           |           |
|           |           |
|           |           |
|           |           |
|           |           |
|           |           |

### Az 1954-es "Kanada tájai", vagy II. Erzsébet széria
II. Erzsébet 1952-es trónra lépése után 1954-ben jelentek meg a képmásával nyomtatott első kanadai bankjegyek, ennek a szériának az érdekessége, hogy mind a nyolc címletének előoldalán a királynő George Gundersen metszette, Yousuf Karsh híres 1951-es fényképe alapján készült portréja kapott helyet, hátoldalukra az 1935-ös és 1937-es szériák allegorikus ábrázolásaival szemben tájképek kerültek. Az 1954-1955 között kibocsátott első néhány millió 1954-es bankjegy valamennyi címletén II. Erzsébet hajában, a füle mellett a tincsek között kis fantáziával egy ördög, vagy démon feje fedezhető fel. Megjegyzendő, hogy itt nem szándékos hibáról, vagy véletlenről volt szó, hanem már az eredeti fényképen is felfedezhető a hajtincsek között a démon, a vésnök pedig pontosan másolva az eredeti fotót, szintén a klisékre véste az ördögfejet. A nyomólemezek ezen hibáját 1956-ban javították ki, mintegy "ördögűzést" hajtva végre. A sorozat valamennyi címlete a tényleges kibocsátástól teljesen függetlenül 1954-es dátummal került forgalomba.

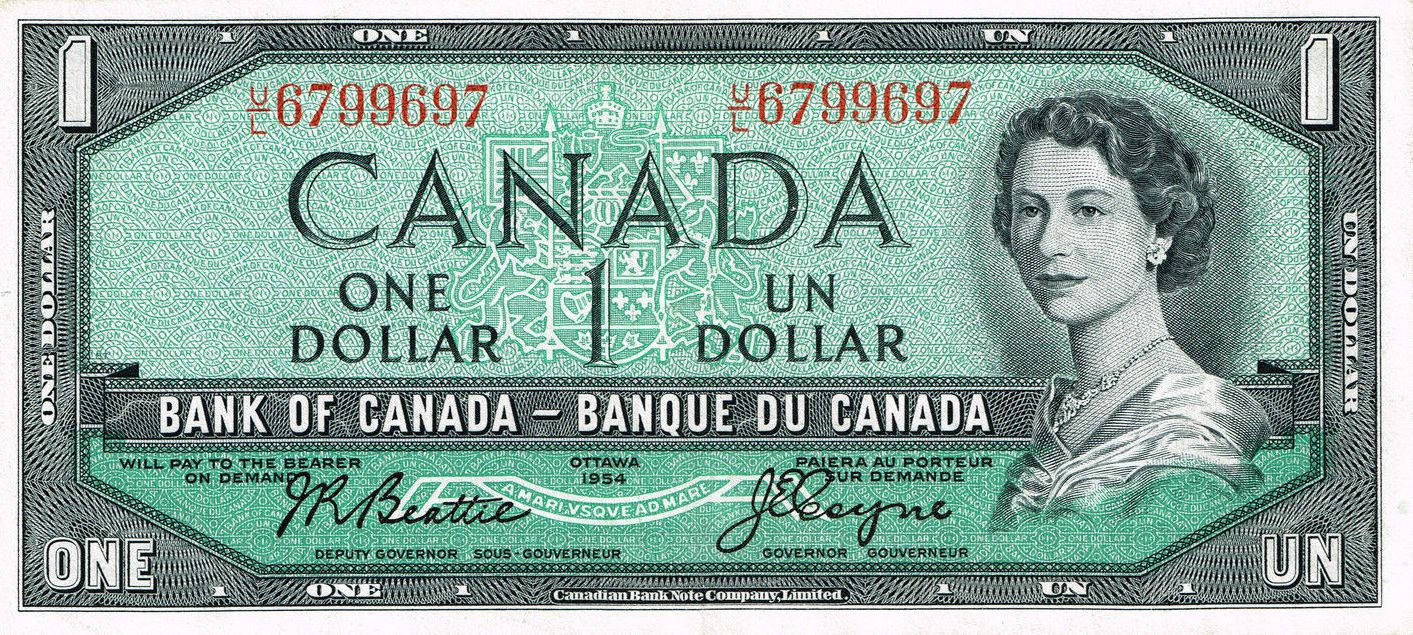
A Bank of Canada 1954-es széria 1 dollárosának előoldala II. Erzsébet ifjú portréjával.
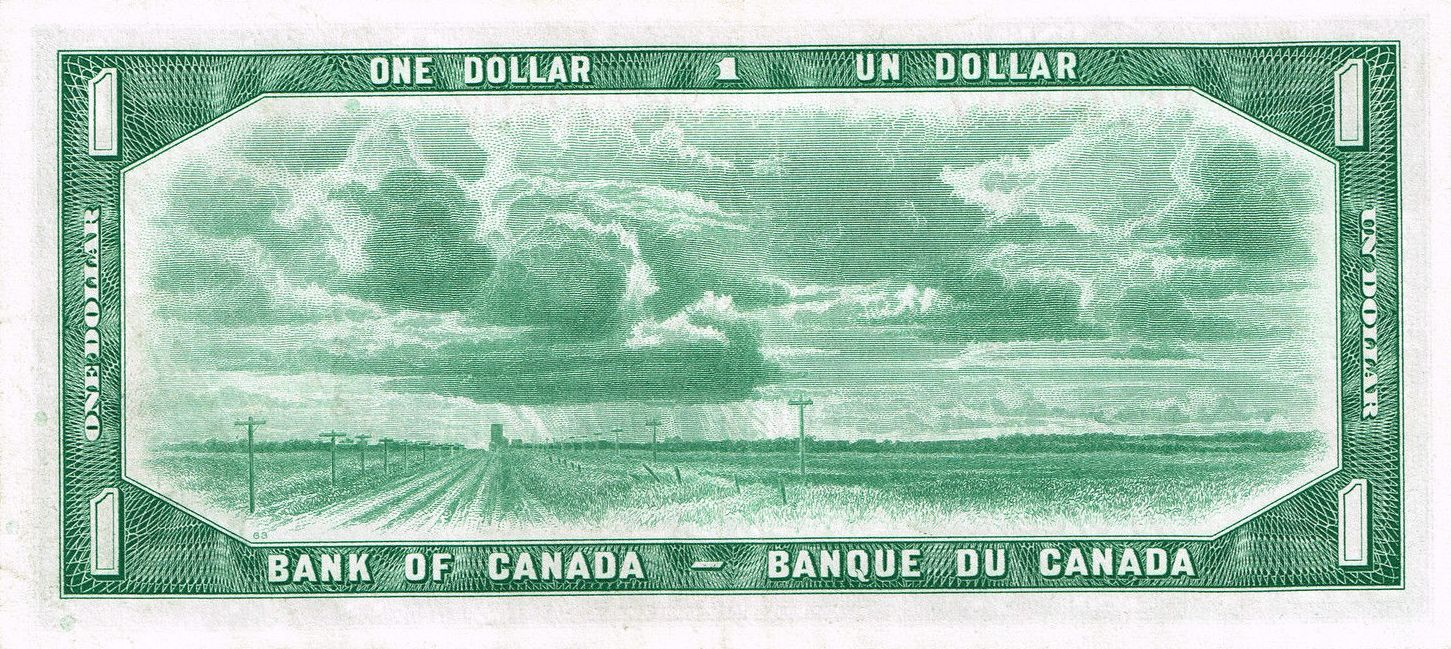
A Bank of Canada 1954-es 1 dollárosának hátoldala préri tájképpel Saskatchewan tartományból.
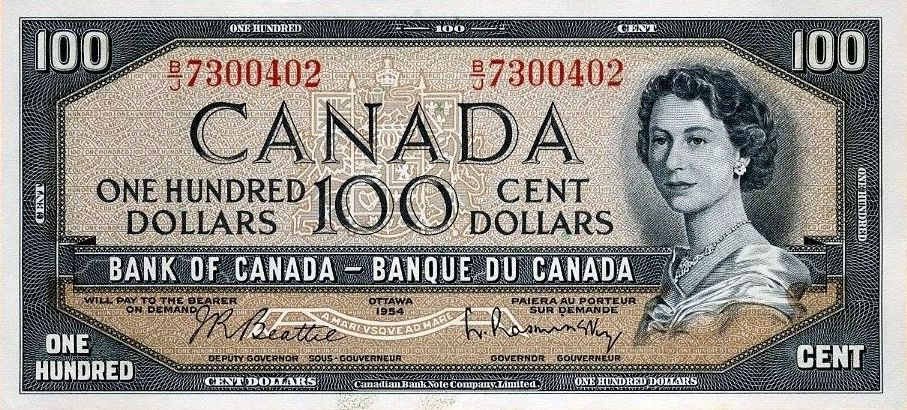
A Bank of Canada 1954-es szériájú 100 dolláros bankjegye II. Erzsébet királynő ifjú portréjával.
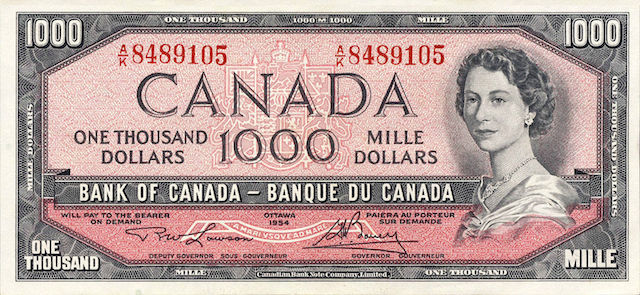
A Bank of Canada 1954-es szériájú 1000 dolláros bankjegye II. Erzsébet ifjú portréjával. A sorozatból ezt a címletet bocsátották ki a leghosszabb ideig, 1954-től egészen 1992-ig.

### Az 1964-es 10 és 20 dolláros bankjegyterv
1963-ban a Bank of Canada megbízást adott a svájci, Lausanne-i Giori nyomdának új 10 és 20 dolláros papírpénzek tervezésére. A többszínnyomásos technikával készült bankjegytervet végül elvetették. A címletek előoldalán II. Erzsébet portréja, a hátoldalán kanadai tájképek szerepeltek volna.

### 1967-es "százéves Kanada" emlék egydolláros
1967-ben a kanadai konföderáció fennállásának századik évfordulójára kibocsátottak egy emlék egydollárost, mely előoldala csak kis mértékeben tért el az 1954-es típusétól, viszont hátoldalára a régi, 1867 és 1916 közötti kanadai parlament épülete került a korábbi préri tájkép helyett.

### Az 1970-es "színes" széria
A következő színpompás, akkor újszerűnek és innovatívnak számító többszínnyomással készült kibocsátás első bankjegye, a 20 dolláros 1969-es évszámmal 1970-ben került forgalomba. A tervezés munkálatai során igénybe vették a brit De La Rue plc pénzjegynyomda szakmai segítségét. Eredetileg ennek, a megelőzőekkel szemben szakaszosan, több év alatt bevezetett szériának minden címletén az uralkodó George Gundersen metszette, egy 1962-es fotó alapján készült portréja szerepelt volna, de az akkori kanadai pénzügyminiszter, Edgar Benson kérésére a hétből négyre egykori miniszterelnökök portréi kerültek. A politikai korrektség jegyében a 10 és a 100 dollárosra konzervatív – MacDonald és Sir Robert Borden, még az 5 és az 50 dollárosra liberális kormányfők – Laurier és MacKenzie-King. Az 1, 2 és a 20 dollároson maradt a királynő. 1979-ben a széria 5 és 20 dolláros bankjegyét kismértékben áttervezték, és a sorozatszámok is a hátoldalra kerültek. Az új változatú ezrest bár megtervezték, de bevezetésétől végül elálltak. Helyette az 1954-es típusú ezerdollárost használták és nyomtatták egészen 1992-ig. Az 1988-as évszámmal kibocsátott "Kanada madarai" ezerdollárost valójában csak 1992-ben hozták forgalomba. A sorozat 1 dolláros 1973-as, a 2 dolláros 1974-es, az 5 dolláros első változata 1972-es, a második 1979-es, a 10 dolláros 1971-es, a 20 dolláros 1969-es, az áttervezett húszas 1979-es, az 50-es és a 100-as pedig 1975-ös rögzített kibocsátási évszámmal került forgalomba teljesen függetlenül nyomtatásuk valós idejétől.
| Előoldal | Hátoldal |
| -------- | -------- |
|          |          |
|          |          |
|          |          |

### Az 1986-os "Kanada madarai" címletsor
Az 1986 és 1993 között bevezetett "Kanada madarai" széria esetében elálltak az 1 dolláros címlet kibocsátásától, annak tervezett, meglehetősen egyszerű, feketés zöld hátoldala a jeges búvár párral végül az 1993 júniusában utolsóként forgalomba hozott, 1991-es kiadási dátumot viselő 20 dollárosra került. Ez tartalmazott utoljára 2 és 1000 dolláros címletet, előbbit 1996-ig, az utóbbit 2000-ig nyomtatták. A 2, a 20 és az 1000 dolláros előoldalára II. Erzsébet Henry S. Doubtfire metszette portréja került. Jelentős biztonságtechnikai újdonság volt ennél a címletsornál a 20, az 50, a 100 és az 1000 dollároson látható előoldali, zöld – arany színváltó hatású fémes ábra – optical variable device, vagy optically variable device (OVD). A sorozat 2 és 5 dollárosa 1986-os, a 10 dolláros 1989-es, a 20 dolláros 1991-es, még az 50, a 100 és az 1000 dolláros 1988-as rögzített kibocsátási dátummal került forgalomba.
| Névérték    | Szín           | Leírás                      | Leírás             |
| Névérték    | Szín           | Előlap                      | Hátlap             |
| ----------- | -------------- | --------------------------- | ------------------ |
| 2 dollár    | Terrakotta     | II. Erzsébet brit királynő  | Amerikai vörösbegy |
| 5 dollár    | Kék            | Wilfrid Laurier             | Örvös halkapó      |
| 10 dollár   | Ibolya         | John Macdonald              | Halászsas          |
| 20 dollár   | Zöld           | II. Erzsébet brit királynő  | Jeges búvár        |
| 50 dollár   | Piros          | William Lyon Mackenzie King | Hóbagoly           |
| 100 dollár  | Barna          | Robert Borden               | Kanadai lúd        |
| 1000 dollár | Vöröses ibolya | II. Erzsébet brit királynő  | Nagy pirók         |

### A "Kanadai utazás" széria
A 2001 és 2004 között forgalomba került "Kanadai utazás" széria elsőként tartalmazott a kanadai bankjegyek közül vízjelet és hologramot biztonsági elemként, ezekkel az 5 és a 10 dolláros címlet eredetileg nem rendelkezett, csak 2005-2006-tól látták el ilyennel a két legkisebb névértékű bankjegyet. A portrék változatlanul a királynőt és a négy miniszterelnököt ábrázolták. A II. Erzsébet Jorge Peral metszette portréját ábrázoló 20 dollárost különleges szépségéért a 2004-es év legszebb papírpénzévé választotta az International Bank Note Society. A sorozat címleteinek előoldalán rögzített kibocsátási évszám szerepel, az 5 dolláros első változatán 2002, a hologramos másodikon 2006, a 10 dolláros első változatán 2001, a második hologramoson 2005, a 20, az 50 és a 100 dollároson pedig 2004, de valamennyi címlet hátoldalán a kanadai bankjegyszériák közül egyedüliként feltüntették a tényleges nyomtatás évét is.
| Névérték   | Szín   | Méret            | Leírás                      | Leírás |
| Névérték   | Szín   | Méret            | Előlap                      | Hátlap |
| ---------- | ------ | ---------------- | --------------------------- | --- |
| 5 dollár   | Kék    | 152,4 x 69,85 mm | Wilfrid Laurier             | A gyerekek a jéghokit és más télisportot játszanak; Roch Carrier idézete: The Hockey Sweater / Le chandail de hockey |
| 10 dollár  | Ibolya | 152,4 x 69,85 mm | John Macdonald              | Békecsapatok és a háborús emlékmű; John McCrae idézete: In Flanders Fields / Au champ d'honneur                      |
| 20 dollár  | Zöld   | 152,4 x 69,85 mm | II. Erzsébet brit királynő  | Bill Reid műve; Gabrielle Roy idézete: The Hidden Mountain / La montagne secrète                                     |
| 50 dollár  | Piros  | 152,4 x 69,85 mm | William Lyon Mackenzie King | The Famous Five / Les Célèbres cinq (kanadai feminizmus jelszavaz) és Thérèse Casgrain; Az emberi jogok egyik cikke. |
| 100 dollár | Barna  | 152,4 x 69,85 mm | Robert Borden               | Kanada térképe; Miriam Waddington idézete: Jacques Cartier in Toronto / Jacques Cartier à Toronto                    |

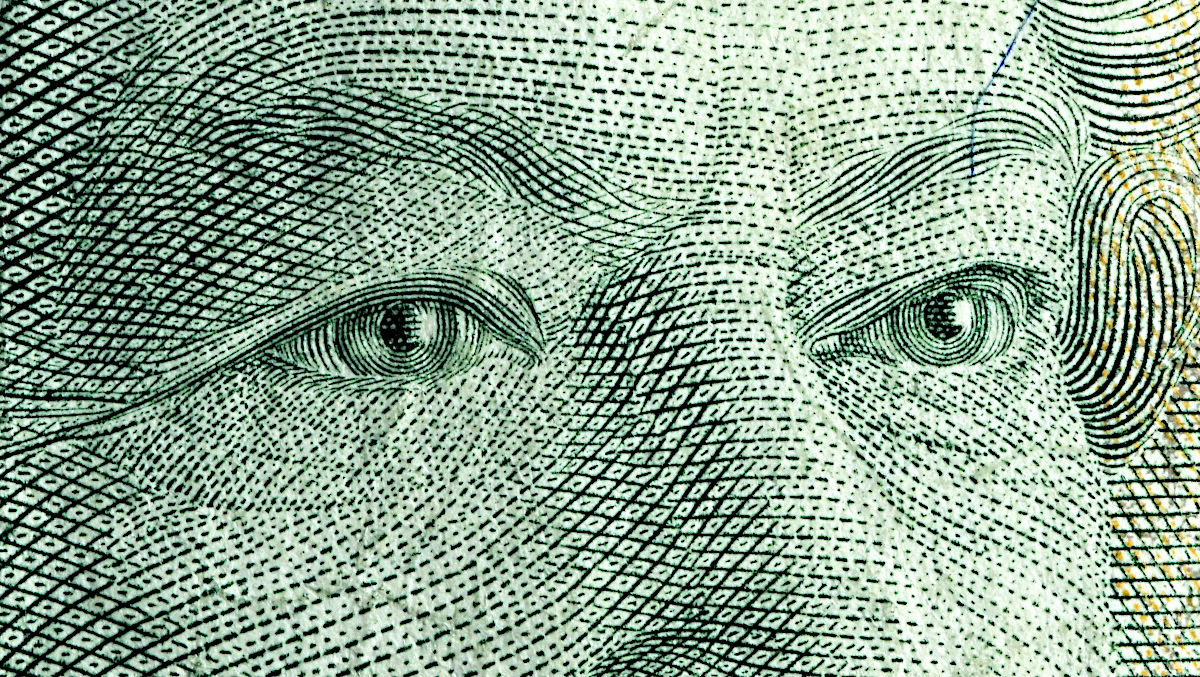
II. Erzsébet királynő szeme a "Kanadai utazás" széria 20 dollárosán.

### A műanyag "Határ" címletsor és az új emlékbankjegyek
2011-ben új sorozatot bocsátottak ki, mely polimer alapanyagú lett.
A műanyag széria bevezetéséhez biztonságtechnikai, gazdaságossági és környezetvédelmi megfontolások vezettek. Az új címletsor rövidesen két emlékbankjeggyel is kiegészül majd. 2015. szeptember 9-én válik a leghosszabb ideje trónon ülő brit és többek között kanadai uralkodóvá II. Erzsébet, megdöntve ezzel üknagyanyja, Viktória királynő rekordját. A Bank of Canada ez alkalomból 40 millió darab emlék 20 dollárost fog (fog? ez már öt éve megtörténhetett) kibocsátani a királyi jubileum tiszteletére. 2017. július 1-én pedig Kanada létrejöttének 150 éves évfordulóját ünneplik, ekkor szintén egy emlékbankjegy kerül majd kibocsátásra. A sorozat 5 és 10 dollárosán 2013, a 20 és az 50 dollároson 2012, még a 100 dollároson 2011-es rögzített kibocsátási évszám szerepel teljesen függetlenül az egyes bankjegyek nyomtatásának tényleges évétől.
A 100 dolláros bankjegyet 2011. november 14-én, az 50 dollárost 2012. március 26-án, még a 20 dollárost 2012. november 7-én bocsátották ki. Az új 5 és 10 dollárost egyszerre, 2013. november 7-én hozták forgalomba.
| Névérték   | Méret            | Szín  | Leírás                      | Leírás                                                                        | Kibocsátás dátuma  |
| Névérték   | Méret            | Szín  | Előlap                      | Hátlap                                                                        | Kibocsátás dátuma  |
| ---------- | ---------------- | ----- | --------------------------- | ----------------------------------------------------------------------------- | ------------------ |
| 5 dollár   | 152,4 x 69,85 mm | kék   | Sir Wilfrid Laurier         | Canadarm2 és Dextre                                                           | 2013. november 7.  |
| 10 dollár  | 152,4 x 69,85 mm | lila  | Sir John A. Macdonald       | A kanadai vasút                                                               | 2013. november 7.  |
| 20 dollár  | 152,4 x 69,85 mm | zöld  | II. Erzsébet brit királynő  | Canadian National Vimy Memorial                                               | 2012. november 7.  |
| 50 dollár  | 152,4 x 69,85 mm | vörös | William Lyon Mackenzie King | CCGS Amundsen az arktiszi vizeken; Észak-Kanada térképe; arktisz Inuktitutban | 2012. március 26.  |
| 100 dollár | 152,4 x 69,85 mm | barna | Sir Robert Borden           | Orvosi kutatás; DNS dupla spiráltekercs; az inzulin fiolája                   | 2011. november 14. |

### A 2015-ös II. Erzsébet 20 dolláros emlékbankjegy
A Bank of Canada 2015. szeptember 9-én bocsátotta ki 40 millió példányban a II. Erzsébet uralkodói rekorddöntése tiszteletére forgalomba hozott emlékbankjegyét. A királynő e napon vált a leghosszabb ideje trónon ülő brit és többek között kanadai uralkodóvá, megdöntve ezzel üknagyanyja, Viktória királynő rekordját. Ez az 1935-ös V. György király ezüstjubileumi 25 dolláros, és az 1967-es centenáriumi 1 dolláros után a harmadik kanadai emlékbankjegy. Az új 20 dolláros csak egyetlen ponton tér el a sima, forgalmi címlettől, ez pedig a hologramfólia. A fólia felső részére II. Erzsébet ifjúkori, Yousuf Karsh (1908-2002), a neves kanadai fényképész 1951-ben készített fotóján alapuló diadémos portréja került. Ennek diadém nélküli változata látható egyébként az 1954-es sorozat valamennyi címletén és az 1967-es emlék 1 dollároson is. A portré alatt domború, ívelt, kétsoros felirat látható francia és angol nyelven "UN RÉGNE HISTORIQUE – A HISTORIC REIGN" ("Egy történelmi uralkodás"), ezt pedig a királynő juharleveles koszorúba foglalt, Szent Edward koronás latin monogramja, "EIIR" (Elizabeth II. Regina) követi. A hologramon mikroírásos feliratok is megtalálhatóak. A bankjegyen 2015-ös kibocsátási évszám szerepel..

### 2017-es 150 éves Kanada 10 dolláros emlékbankjegy
2017. július 1-én Kanada létrejöttének 150 éves évfordulója alkalmából egy 10 dolláros emlékbankjegy került kibocsátásra.
Az emlék 10 dolláros előoldalán négy portré láthatóː John A. Macdonald, George-Étienne Cartier, Agnes Campbell Macphail, James Gladstone Akay-na-muka portréi, még a hátoldalon négy tájképrészlet Kanada négy különböző tájegységéből.

### 2018-as sorozat
2016-ban döntés született, hogy egy jelentős kanadai nő portréja kerüljön a következő, 2018-tól bevezetendő széria 10 dolláros címletére. 2016. március 8-án a jegybank a közvéleményhez fordult javaslatokért.
A Bank of Canada 2016. december 8-án bejelentette, hogy széleskörű lakossági konzultáció után Viola Desmond-ot (1914. július 6. – 1965. február 7.) választotta az új 10 dollároson szereplő személyiségnek. Viola Desmond színes bőrűként 1946-ban megtagadta, hogy elhagyja egy új-skóciai mozi nézőterének kizárólag fehérek számára fenntartott részlegét, amiért a bíróság pénzbírságra és börtönbüntetésre ítélte. Ügye az első ismert faji szegregáció elleni jogi kereset volt Kanadában. A Bank of Canada döntése értelmében az új széria 5 dollárosára is egy közelmúltban élt ikonikus kanadai portréja kerül. Az 50 és a 100 dolláros címleteken az eddig az 1970-es évek eleje óta az 5 és a 10 dollárosokon szereplő első kanadai miniszterelnök, Sir John A. MacDonald és az első francia származású kanadai miniszterelnök, Sir Wilfrid Laurier váltják William Lyon MacKanzie King és Sir Robert Borden néhai kormányfők portréit. A messze a legnagyobb mennyiségben forgalomban lévő címlet, a 20 dolláros esetében az új bankjegyen továbbra is az aktuális brit és kanadai közös uralkodó képmása fog szerepeli, az immár 1937 óta fennálló tradíció jegyében.

#### III. Károly portrés 20 dolláros
2023. május 6-án Kanada miniszterelnöke bejelentette, hogy az új uralkodó, III. Károly király portréja kerül a következő 20 dolláros bankjegy előoldalára.
| Névérték   | Szín  | Méret            | Leírás                                          | Leírás                                                             | Dátumok            | Dátumok               |
| Névérték   | Szín  | Méret            | előlap                                          | hátlap                                                             | kibocsátás         | visszavonás           |
| ---------- | ----- | ---------------- | ----------------------------------------------- | ------------------------------------------------------------------ | ------------------ | --------------------- |
| 5 dollár   | kék   | 152,4 x 69,85 mm | ?                                               | Feltehetően metszetmélynyomtatás, hologram, SPARK ábra, UV-elemek  |                    | még nincs forgalomban |
| 10 dollár  | lila  | 152,4 x 69,85 mm | Viola Desmond                                   | Feltehetően metszetmély-nyomtatás, hologram, SPARK ábra, UV-elemek | 2018. november 19. | forgalomban           |
| 20 dollár  | zöld  | 152,4 x 69,85 mm | III. Károly király                              | Feltehetően metszetmélynyomtatás, hologram, SPARK ábra, UV-elemek  |                    | még nincs forgalomban |
| 50 dollár  | piros | 152,4 x 69,85 mm | Sir John A. Macdonald, vagy Sir Wilfrid Laurier | Feltehetően metszetmélynyomtatás, hologram, SPARK ábra, UV-elemek  |                    | még nincs forgalomban |
| 100 dollár | barna | 152,4 x 69,85 mm | Sir John A. Macdonald, vagy Sir Wilfrid Laurier | Feltehetően metszetmélynyomtatás, hologram, SPARK ábra, UV-elemek  |                    | még nincs forgalomban |

### A Bank of Canada Bankjegyein eddig szereplő személyek
A Bank of Canada 1935 óta kibocsátott bankjegyein a Windsor-ház tagjai, elsősorban természetesen az uralkodók, mint V. György (1910-1936), VIII. Edward (1936) walesi hercegként, VI. György (1936-1952) és II. Erzsébet (1952-2022) szerepeltek, de V. György további gyermekei közül György (1900-1974) herceg és Mária (1897-1965) hercegnő is. Mellettük pedig Kanada négy miniszterelnöke, két konzervatív, Sir John A. Macdonald (1815-1891) és Sir Robert Borden (1854-1937), valamint két liberális, Sir Wilfrid Laurier (1841-1919) és William Lyon Mackenzie King (1874-1950).

#### A Windsor-ház tagjai

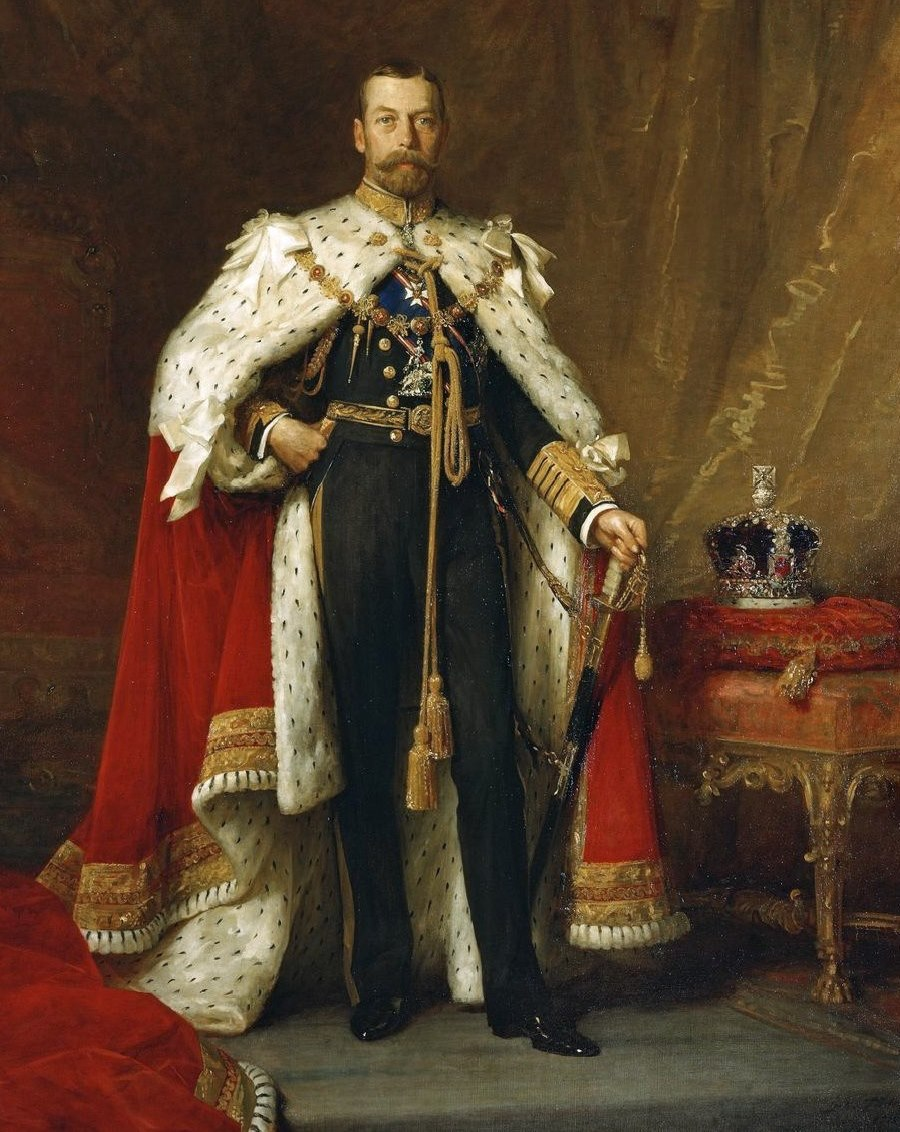
V. György brit király, India császára (1910-1936) portréja a Dominion of Canada 1923-as 1, 1911-es 1000 és 1925-ös sorozatú 500 dollárosa után a Bank of Canada 1935-ös 1 és 25 dolláros címletein is szerepelt.
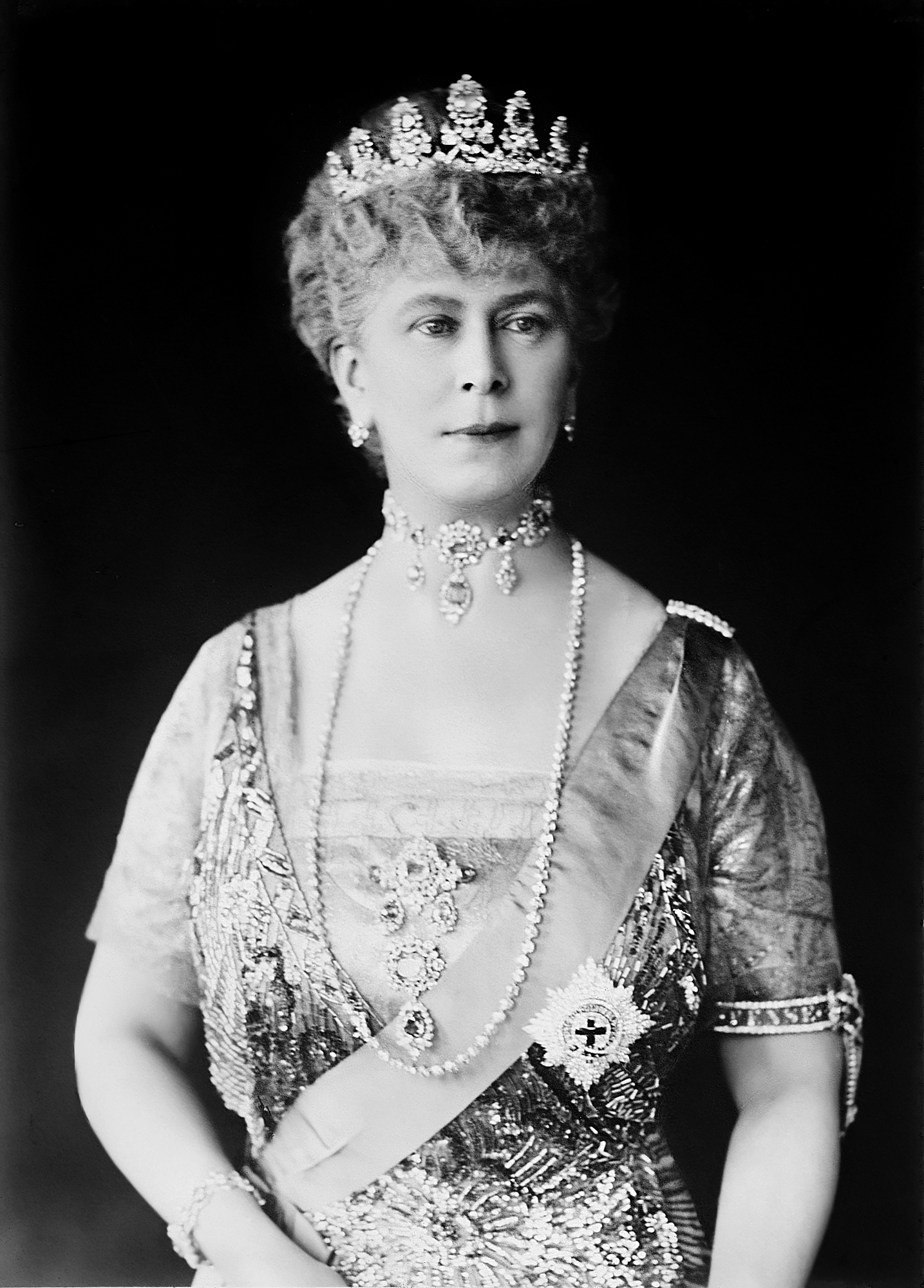
Mária (1867-1953), az anyai nagyanyja révén részben magyar származású brit királyné, V. György feleségének portréja a Dominion of Canada 1911-es 500, 1924-es 5 és 1925-ös 1000 dolláros címletei után a Bank of Canada 1935-ös 2 és 25 dollárosán szerepelt.
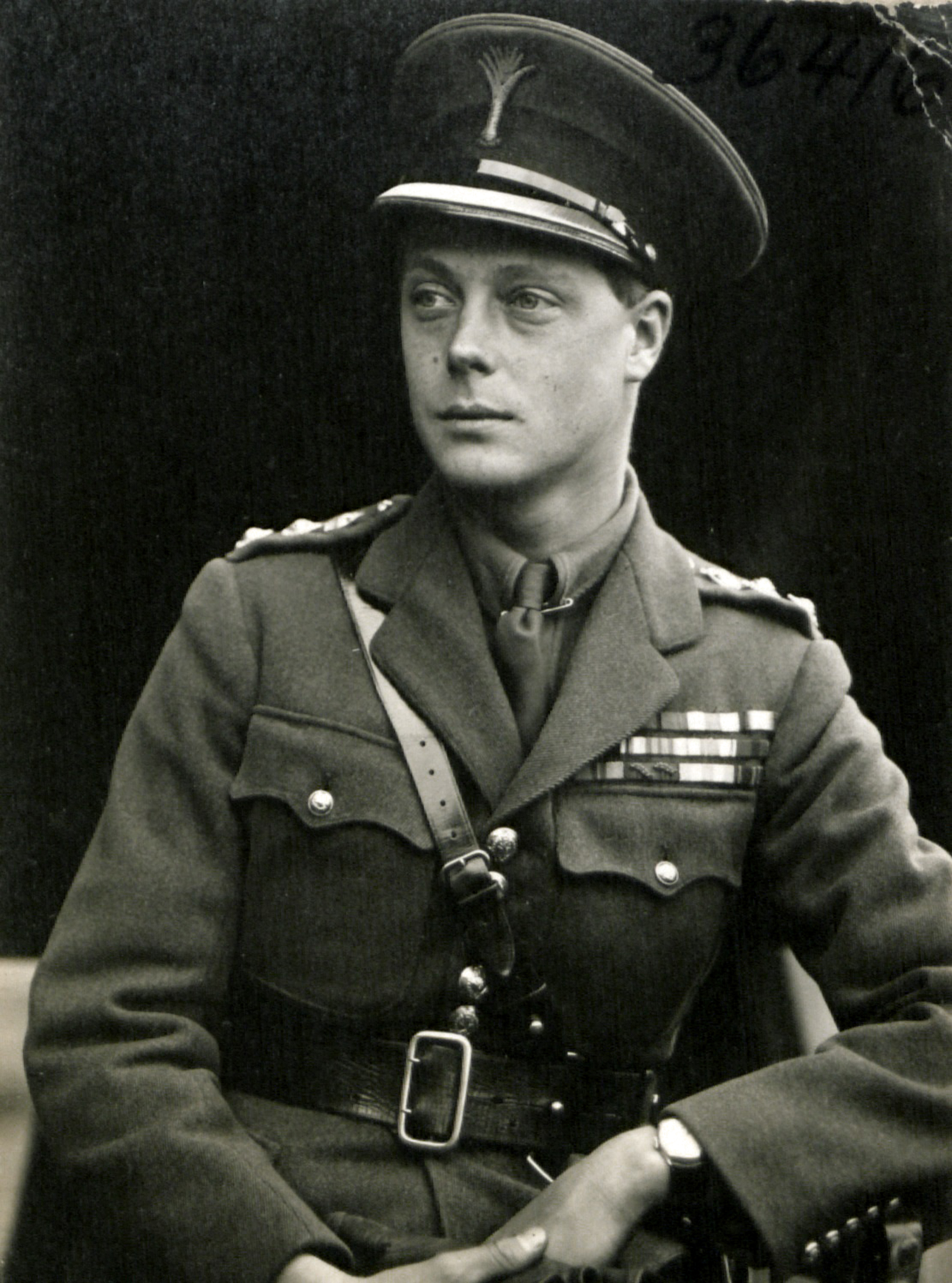
VIII. Edward brit király, India császára (1936). Portréja walesi hercegként a Dominion of Canada 1923-as 2 dollárosa után a Bank of Canada 1935-ös sorozatú 5 dollárosán szerepelt.
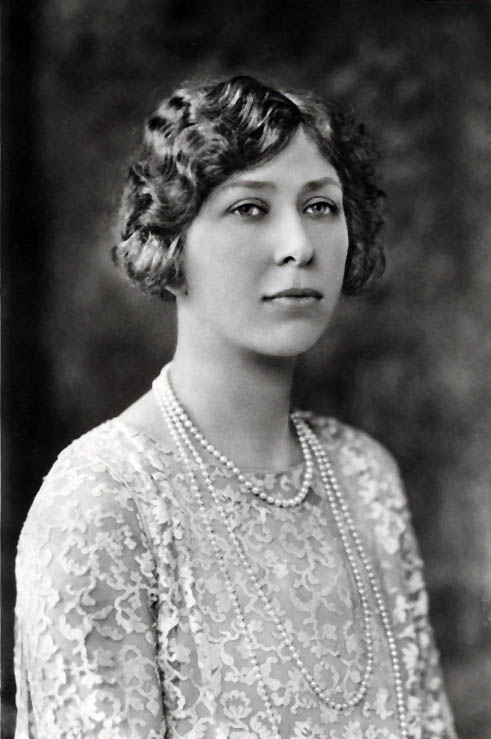
Mária (1897-1965) hercegnő, V. György leánya portréja a Bank of Canada 1935-ös sorozatú 10 dollárosán szerepelt.
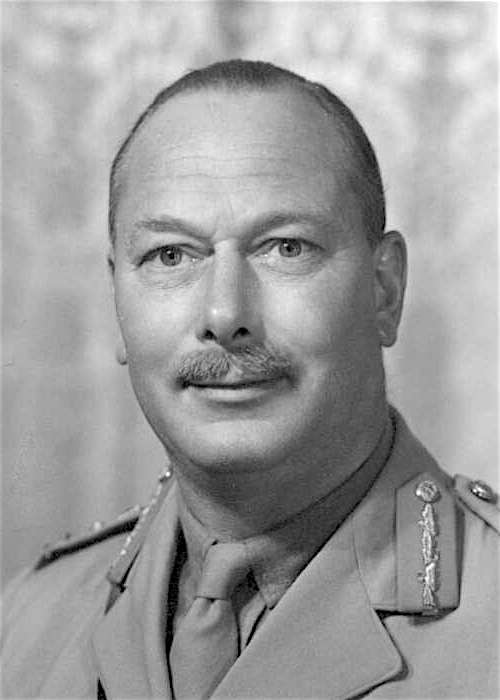
Henrik (1900-1974) Gloucester hercege, V. György fiának portréja a Bank of Canada 1935-ös szériájú 100 dollárosán látható.
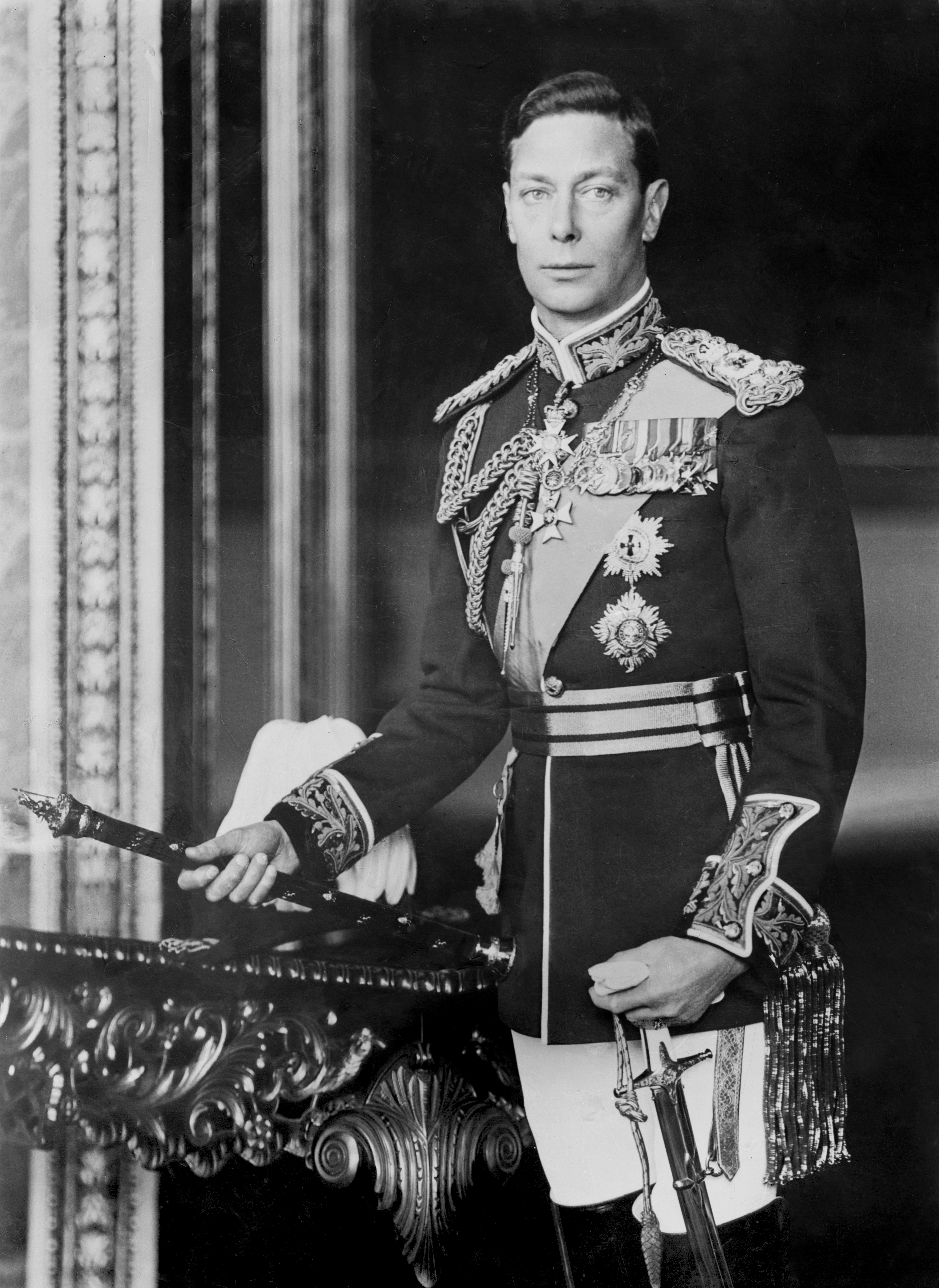
VI. György brit király (1936-1952), India utolsó császára (1936-1948) portréja a Bank of Canada 1935-ös sorozatú 50 dollárosán, valamint az 1937-es széria 1, 2, 5, 10, 20 és 50 dollárosain szerepelt.
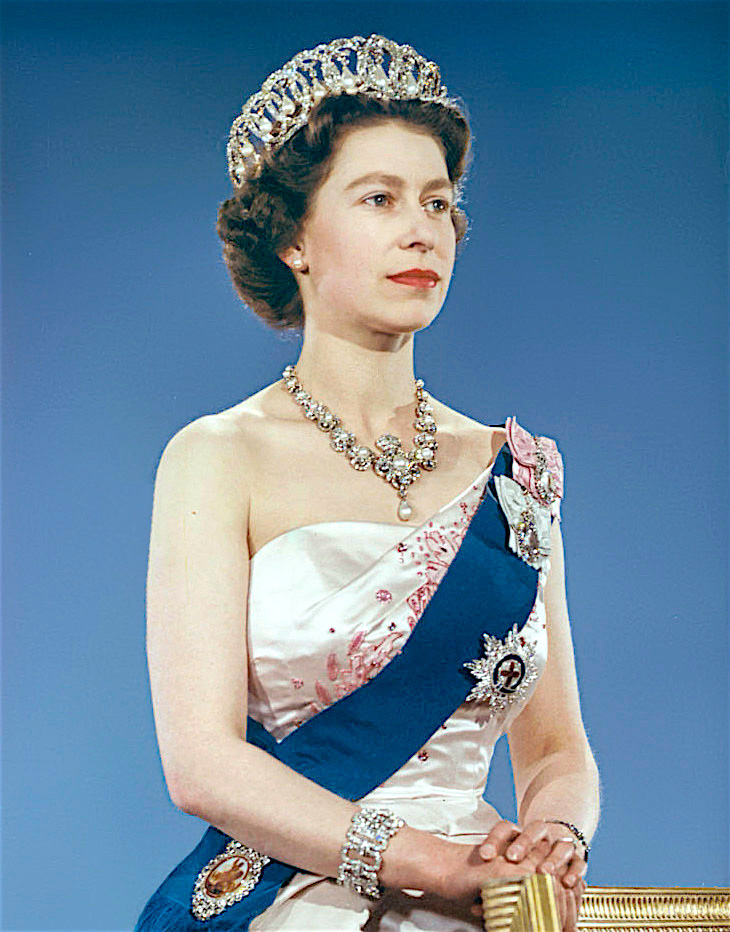
II. Erzsébet portréja elsőként, még hercegnőként a Bank of Canada 1935-ös 20 dollárosán szerepelt, trónra lépése után az 1954-es sorozat 1, 2, 5, 10, 20, 50, 100 és 1000 dollárosán, az 1967-es emlék 1 dollároson, az 1973-as, 1, az 1974-es 2, az 1969-es 20, az 1979-es 20, az 1986-os 2, az 1991-es 20, az 1988-as 1000, a 2004-es 20, valamint a 2012-es 20 dollárosokon, és a 2015-ös uralkodói jubileumnak emléket állító emlék 20 dollároson szerepelt. A Bank of Canada döntése alapján a 2018 után forgalomba kerülő új széria 20 dollárosára is ő kerül.

#### Kanada miniszterelnökei

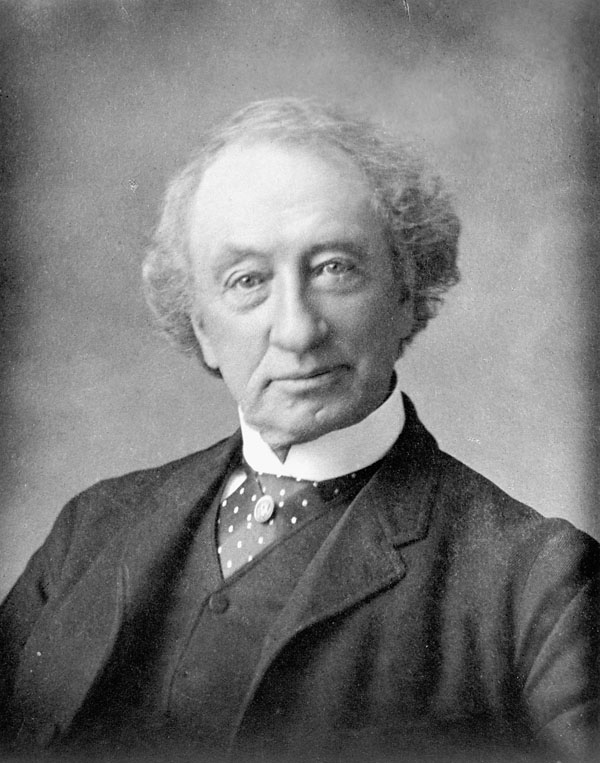
Sir John Macdonald (1815-1891) konzervatív államférfi, Kanada első miniszterelnöke (először 1867-1873, majd 1878-1891 között). Portréja az 1935-ös 500, az 1937-es 100 dollárosokon, majd az 1971-es, 1989-es, 2001-es, 2005-ös és 2013-as sorozatú 10 dollárosokon szerepelt. 2018 után képmása az új széria 50, vagy 100 dollárosán lesz látható.
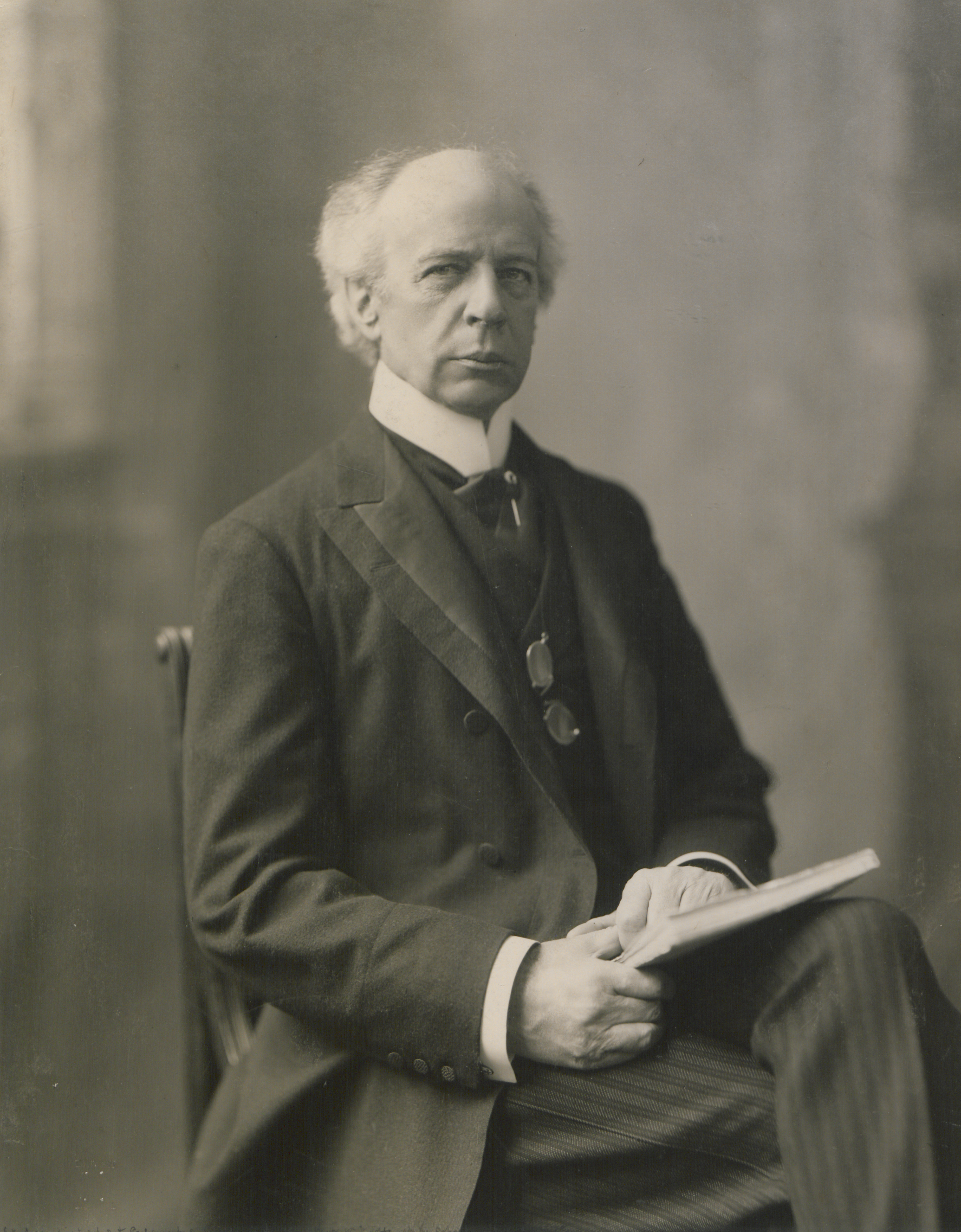
Sir Wilfrid Laurier (1841-1919) liberális államférfi, Kanada első francia származású miniszterelnöke (1896-1911). Portréja eddig az 1935-ös és 1937-es kibocsájtású 1000 dollárosokon, valamint az 1972-es, 1979-es, 1986-os, 2002-es, 2006-os és 2013-as típusú 5 dollárosokon szerepelt. 2018 után képmása az új széria 50, vagy 100 dollárosán lesz látható.
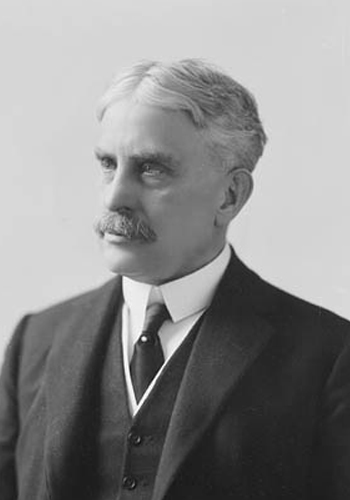
Sir Robert Laird Borden (1854-1937) konzervatív államférfi, Kanada miniszterelnöke 1911-1920 között. Portréja az 1975-ös, 1988-as, 2004-es és 2011-es sorozatú 100 dolláros címleteken szerepelt. A Bank of Canada döntése értelmében 2018 után képmását nem használják többé kanadai bankjegyeken.
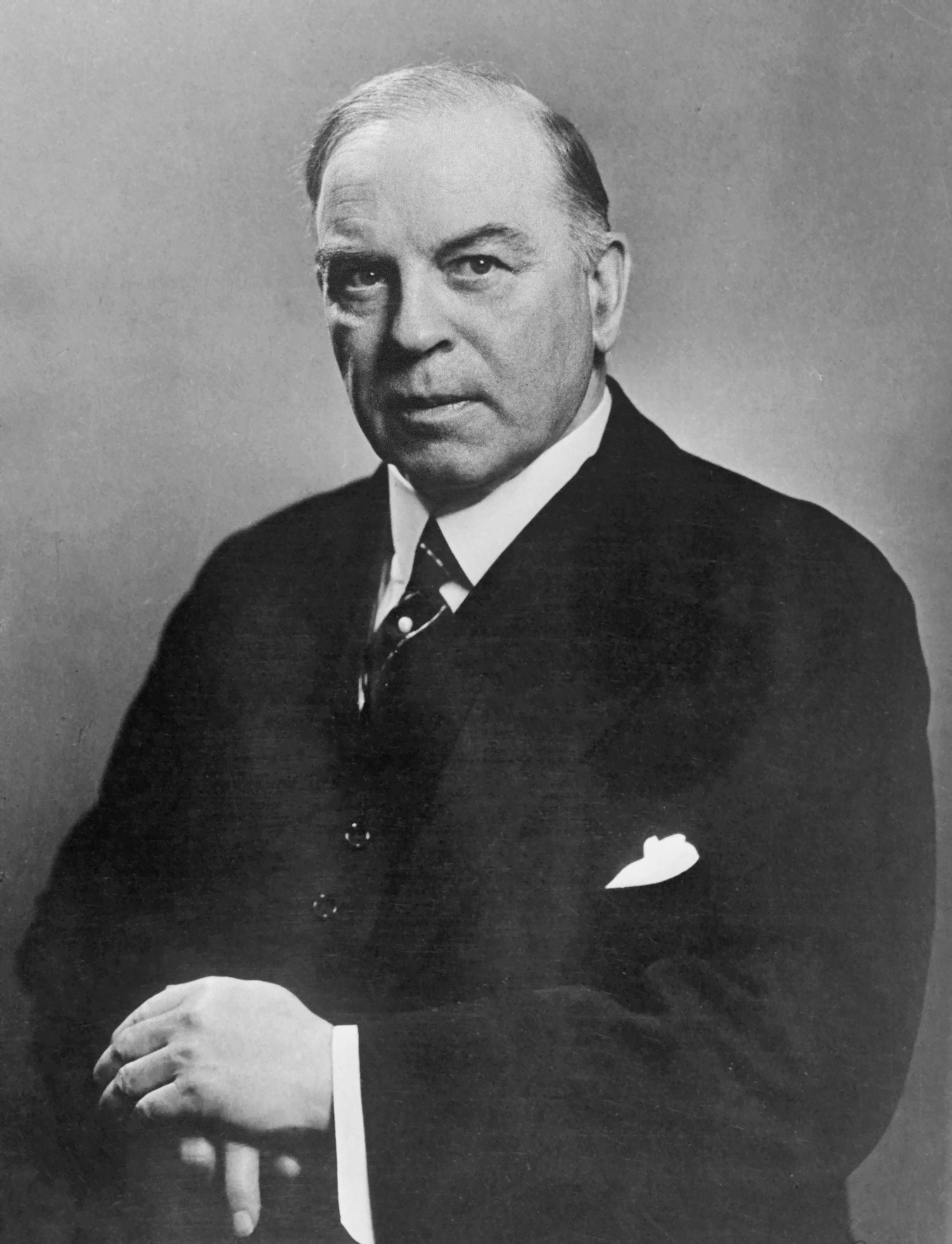
William Lyon Mackenzie King (1874-1950) liberális államférfi, Kanada leghosszabb ideig hivatalban lévő miniszterelnöke (1921-1926, 1926-1930, 1935-1948 között). Portréja eddig az 1975-ös, 1988-as, 2004-es és 2012-es sorozatú 50 dollárosokon szerepelt. A Bank of Canada döntése értelmében 2018 után képmását nem használják többé kanadai bankjegyeken.

### Hitelesítő aláírás változatok
A Bank of Canada kormányzójának és első alkormányzójának (egyszerre öt alkormányzó van hivatalban) hitelesítő aláírása szerepel a kanadai bankjegyeken.
A "Határ" címletsor kivételével a kanadai bankjegyeket a tényleges nyomtatási évtől teljesen függetlenül rögzített évszámmal nyomtatják. A hitelesítő aláírás változatokból lehet közelebbről következtetni az adott bankjegy kibocsátási idejére.
Az eddigi aláírás változatok (elsőként mindig az alkormányzó, másodikként a kormányzó aláírása szerepel):
J. A. C. Osborne – Graham Towers (1935-1938)
Donald Gordon – Graham Towers (1938-1950)
James Coyne – Graham Towers (1950-1954)
John Robert Beattie – James Coyne (1955-1961)
Robert Beattie – Louis Rasminsky (1961-1971)
Gerald Bouey – Louis Rasminsky (1971-1973)
R. William Lawson – Gerald Bouey (1973-1984)
John Crowe – Gerald Bouey (1984-1987)
Gordon Thiessen – John Crowe (1987-1994)
Bernard Bonin – Gordon Thiessen (1994-1999)
Malcolm Knight – Gordon Thiessen (1999-2001)
Malcolm Knight – David A. Dodge (2001-2003)
Paul Jenkins – David A. Dodge (2003-2008)
Paul Jenkins – Mark Carney (2008-2010)
Tiff Macklem – Mark Carney (2010-2013)
Tiff Macklem – Stephen S. Poloz (2013-2014)
Carolyn Wilkins – Stephen S. Poloz (2014- )

### Pénzjegynyomda
A bankjegyeket Ottawában álltja elő a Canadian Bank Note Company Ltd. A kétezres évek elejéig a "Kanada madarai" szériával bezáróan British American Bank Note Company is részt vett a papírpénznyomtatásban. Az 1935-ös, 1937-es, 1954-es szériákon még feltüntették az egyes címleteket gyártó két pénzjegynyomda a British American Bank Note Company, vagy a Canadien Bank Note Company nevét.

### Forgalomképesség, a Bank of Canada bankjegyeinek érvényessége
Valamennyi 1935 óta kibocsátott kanadai bankjegy törvényes fizetőeszköznek minősül Kanadában és a mai napig forgalomban van. A magyarországi pénzváltók és kereskedelmi bankok 2016-tól általában már csak az utolsó két-három szériát váltják be, korábban, 2016 előtt a kereskedelmi bankok egy része egészen az 1937-es kibocsátástól átváltotta forintra a régebbi kanadai bankjegyeket.

### Ritka kanadai papírpénzek
Az 1935 előtt kibocsátott nagyobb méretű (~ 188×80 mm) Dominion of Canada, tartományi és kereskedelmi banki kiadású papírpénzek ára ötven dollártól akár több tíz-, vagy akár százezer amerikai dollárig terjedhet. Az 1935 és 1944 között forgalomba került utolsó, kisebb méretű (~ 152×74 mm) kereskedelmi banki 5, 10 és 20 dolláros címletek is minimum a névértékük többszörösét érik. A Bank of Canada régebbi szériáinak bankjegyei közül az 1935-ös kiadásúak szintén ritkának számítanak, közülük a francia feliratosak pedig még különlegesebbek. Az 1937-es és az 1954-es sorozatok – elsősorban megkímélt állapotban – szintén többet érhetnek a névértéküknél a gyűjtők számára. A későbbi kibocsátások elsősorban hajtatlan, banktiszta állapotban érdekesek.

### A „Spock”-bankjegy

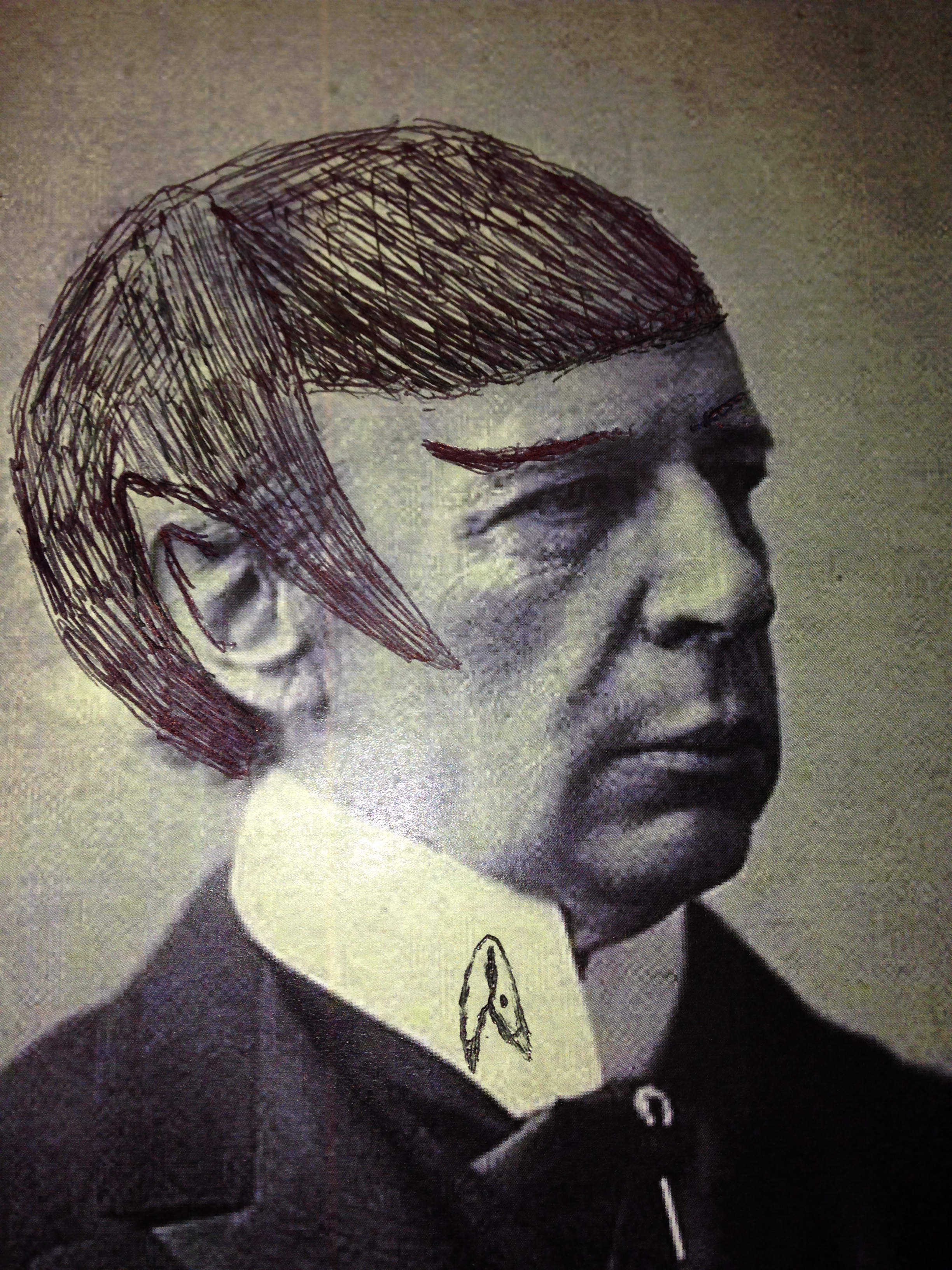
Mr. Spock a kanadai ötdollároson

Az ötdolláros bankjegy Kanadában híres arról, hogy a rajta lévő Sir Wilfrid Laurier képe pár tollvonással átalakítható Spock képére. A Kanadai Nemzeti Bank már 2002-ben közleményben kérte a lakosságot, hogy fejezzék be a bankjegyek átrajzolását; mikor a Spockot alakító Leonard Nimoy 2015-ben elhunyt, a bank ismét emlékeztette a színészre emlékezőket, hogy bár a bankjegy átrajzolva is érvényes marad, az állagát ronthatja a rárajzolás. A bankjegy 2013-as sorozatához már olyan képet választottak Laurierről, ami kevésbé hasonlít Spockra.